# Islas Marianas del Norte
Las Islas Marianas del Norte, oficialmente Mancomunidad de las Islas Marianas del Norte (en inglés Commonwealth of the Northern Mariana Islands), son uno de los catorce territorios no incorporados y uno de los dos estados libres asociados con estatus de autogobierno de los Estados Unidos de América. Consiste en catorce islas septentrionales de las islas Marianas, situadas entre Hawái y las Filipinas y al norte de Guam (15°12′N 145°45′E / 15.200, 145.750) en Oceanía. Las islas incluyen Saipán, Tinián y Rota, entre otras, con una superficie total de 464 km². Según el censo del 2010 están habitadas por unas 53 900 personas. Saipán y Tinián son los puertos principales. El centro administrativo es la villa de Capital Hill, ubicada en el noroeste de Saipán. Como la isla se encuentra gobernada por un único municipio, muchas fuentes consideran a Saipán la capital.

## Etimología
El primer europeo que vio el archipiélago fue Fernando de Magallanes en 1521, que desembarcó en la isla de Guam y reclamó las islas para el Rey de España, bautizando las islas como «Islas de los Ladrones». Posteriormente, el nombre del archipiélago se cambió como homenaje a la reina consorte de España, Mariana de Austria, que vivió en el siglo XVII, época en la que llegó la colonización española a su mayor extensión. Hoy, políticamente, Guam (la isla más meridional) es un territorio separado del resto del archipiélago, mientras que las demás Islas Marianas forman una mancomunidad llamada Islas Marianas del Norte (Northern Mariana Islands). El gentilicio para las Islas Marianas es «mariano», pero para las Islas Marianas del Norte se utiliza «normariano».

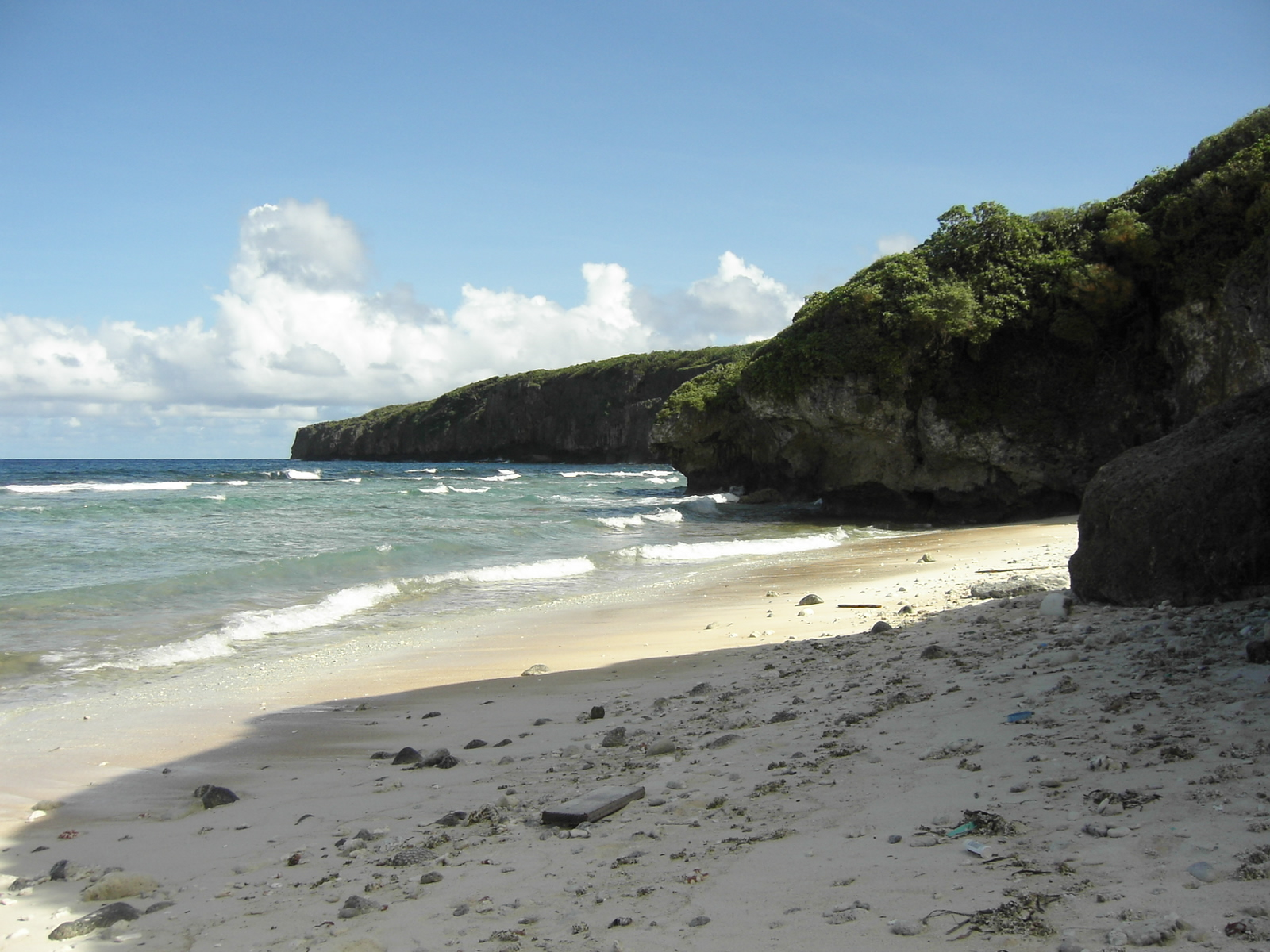
Playa Masalok en la Isla de Tinian

## Historia

### Historia temprana
Los primeros humanos en llegar a las Islas Marianas se establecieron en algún momento entre el 4000 y el 2000 a. C. desde el sudeste de Asia. Después del primer contacto con los españoles, eventualmente se les conoció como los Chamorros, una palabra española similar a Chamori, el nombre de la división superior del sistema de castas indígenas.
El antiguo pueblo de las Marianas levantaba columnas de pilares megalíticos llamados piedras de latón sobre las que construían sus casas. Los españoles informaron que para el momento de su llegada, las más grandes ya estaban en ruinas, y que los Chamorros creían que los antepasados que habían erigido los pilares vivían en una época en la que la gente poseía habilidades «sobrenaturales».
En 2013 algunos arqueólogos postularon que los primeros pobladores que se asentaron en las Marianas pudieron haber hecho lo que en ese momento fue el viaje ininterrumpido a través del océano más largo de la historia de la humanidad. La evidencia arqueológica indica que Tinian puede haber sido la primera isla del Pacífico en ser ocupada.

### Colonización española

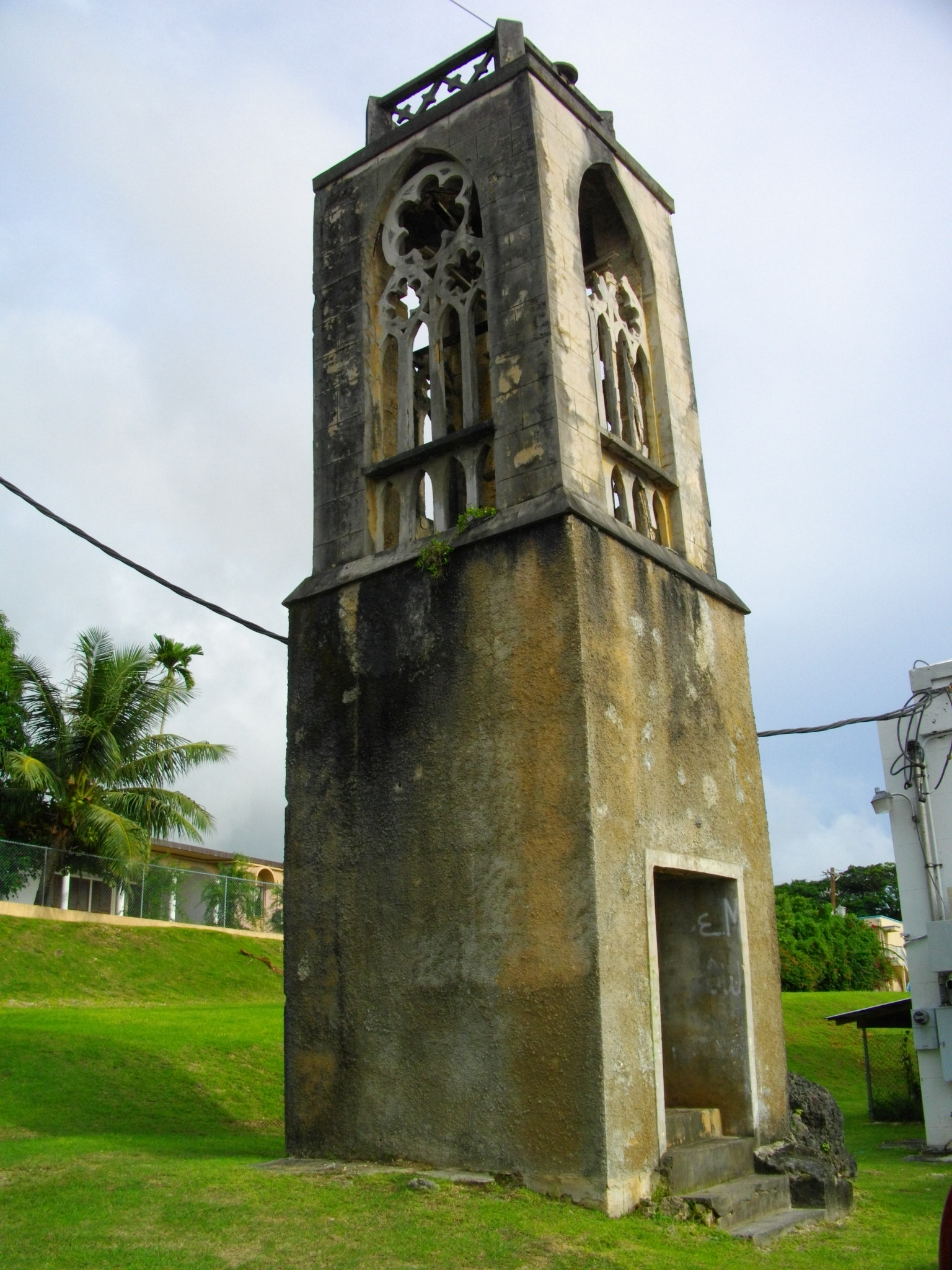
Campanario Cristo Rey, vestigio de la presencia española.

Los primeros europeos que alcanzaron la zona de las Islas Marianas fueron Fernando de Magallanes y Juan Sebastián Elcano, quienes desembarcaron en Guam en 1521. En 1565, las islas pasaron a depender de España. En el siglo XVII fueron evangelizadas por los jesuitas, con el beato Diego Luis de San Vitores al frente.
El archipiélago de las Marianas fue descubierto el año de 1521 por Magallanes, bautizándolas con el nombre de islas de los Ladrones. En el año de 1668 se estableció una misión de jesuitas, encontrando por parte de los habitantes de las islas una actitud hostil, también en ese año se cambió el nombre de las islas por el de Marianas, en homenaje a Mariana de Austria, la mujer del rey Felipe IV de España.
Gran parte de la población nativa falleció o emigró durante las guerras hispano-marianas cuya duración fue de 30 años, siendo repobladas más tarde por nativos de otras islas de la Micronesia. Se conservan de la época misionera española las ruinas de la «Old Spanish Tower Church» en Saipán, de la «Old San José Bell Tower» en Tinián y de la «Casa Real» en Rota.
Es probable que Saipán fuera avistada por Gonzalo Gómez de Espinosa en 1522 a bordo del navío español Trinidad, que comandaba tras la muerte de Fernando de Magallanes en un intento de llegar a la actual Panamá. Es probable que esto ocurriera tras el avistamiento de las islas Maug entre finales de agosto y finales de septiembre de 1522.
Gonzalo de Vigo desertó en las Maugs de la Trinidad de Gómez de Espinosa y durante los cuatro años siguientes, viviendo con los indígenas locales chamorros, visitó trece islas principales de las Marianas y posiblemente Saipán entre ellas. La primera prueba clara de la llegada de europeos a Saipán fue el galeón de Manila Santa Margarita, al mando de Juan Martínez de Guillistegui, que naufragó en la isla en febrero de 1600 y cuyos supervivientes permanecieron en ella durante dos años, hasta que 250 fueron rescatados por el Santo Tomas y el Jesús María.

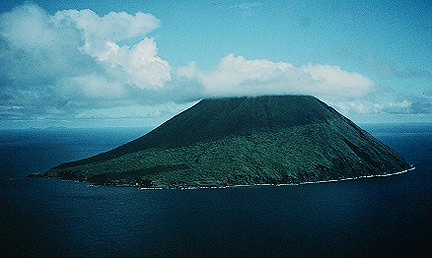
La isla Asunción fue descubierta en 1669 por el misionero español Diego Luis de San Vitores, quien le dio su nombre actual (Asunción de María)

Los españoles ocuparon formalmente la isla de Saipán en 1668, con la expedición misionera de Diego Luis de San Vitores, que la bautizó con el nombre de San José. A partir de 1670, se convirtió en puerto de escala de barcos españoles y, ocasionalmente, ingleses, holandeses y franceses, como estación de abastecimiento de alimentos y agua. La población nativa se redujo drásticamente debido a las enfermedades introducidas por los europeos y a los conflictos por la tierra. Los supervivientes fueron trasladados a la fuerza a Guam en 1720 para un mejor control y asimilación. Bajo el dominio español, la isla se convirtió en ranchos para la cría de ganado vacuno y porcino, que se utilizaba para abastecer a los galeones españoles en su ruta hacia México.
Los españoles ocuparon formalmente Tinian en 1669, con la expedición misionera de Diego Luis de San Vitores, que la bautizó Buenavista Mariana. 
En 1734, los españoles construyeron un palacio real, la plaza de España (Hagåtña), en Guam para el gobernador de las islas. El palacio fue destruido en gran parte durante la Segunda Guerra Mundial, pero aún quedan partes de él.
Guam funcionaba como una importante escala entre Manila y Acapulco para los galeones que hacían la ruta transpacífica entre Filipinas y Nueva España.
En 1668, el Padre Diego Luis de San Vitores renombró las islas como Las Marianas en honor a su patrona la regente española Mariana de Austria (1634-1696), viuda de Felipe IV (reinó 1621-1655).
La mayoría de la población nativa de las islas (90-95 %) murió de enfermedades europeas o contrajo matrimonio con colonos no chamorros bajo el dominio español. Nuevos colonos, principalmente de las Filipinas y las Islas Carolinas, fueron traídos para repoblar las islas. La población chamorra se recuperó gradualmente, y en las Marianas se mantienen las lenguas chamorra, filipina y otras lenguas locales.
Durante el siglo XVII, los colonos españoles trasladaron a los Chamorros a Guam, para fomentar la asimilación y la conversión al catolicismo. Para cuando se les permitió regresar a las Marianas del Norte, muchos Carolinos del actual estado oriental de Yap y del estado occidental de Chuuk se habían establecido en las Marianas. Ambos idiomas, así como el inglés, son ahora oficiales en la Mancomunidad.

### Dominio de Alemania y Japón

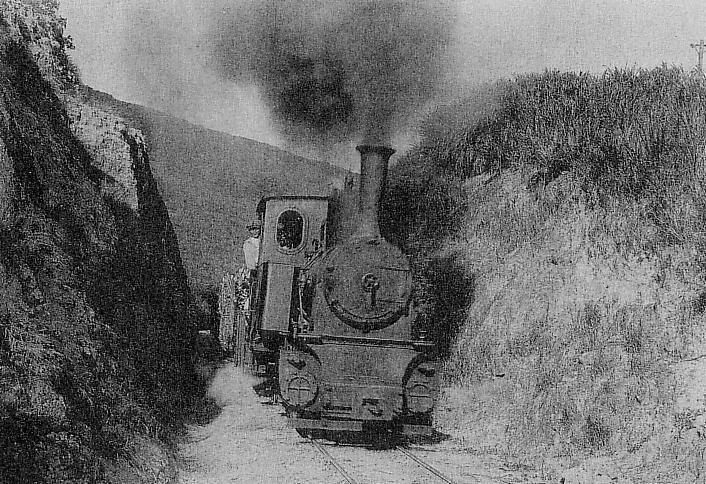
Tren Japonés usado para el Transporte de Azúcar antes de la Segunda Guerra Mundial

Tras su derrota en la guerra hispano-estadounidense, España tuvo que ceder Guam a Estados Unidos en 1898, vendiendo al año siguiente el resto de las Marianas a Alemania (junto con las Carolinas). Con la derrota alemana en la Primera Guerra Mundial y la pérdida de sus colonias, Japón ocupó las islas bajo mandato de la Sociedad de Naciones, transformándolas en una fortaleza militar. Bajo este arreglo, los japoneses administraron las Marianas del Norte como parte del Mandato de los Mares del Sur. Durante el período japonés, la caña de azúcar se convirtió en la principal industria de las islas. Garapan, en Saipán, se desarrolló como capital regional, y numerosos japoneses emigraron a las islas.
Tras el inicio del mandato japonés, se impulsaron rápidamente políticas de desarrollo urbano, sanidad pública, promoción industrial y educación para la población local, que habían sido abandonadas por Alemania, que había gobernado el territorio anteriormente.

Tras convertirse en mandato japonés, Saipán floreció como puerta del interior a los Mares del Sur, no sólo como puerto de embarque del azúcar producido localmente, sino también como punto de tránsito para el comercio con Palaos, las Islas Marshall y las Islas Carolinas, que también eran territorios de mandato japonés. Durante este periodo, inmigrantes procedentes de Japón (principalmente de la prefectura de Okinawa), Taiwán y Corea se asentaron en la zona como trabajadores de plantaciones, estibadores, comerciantes y funcionarios administrativos.

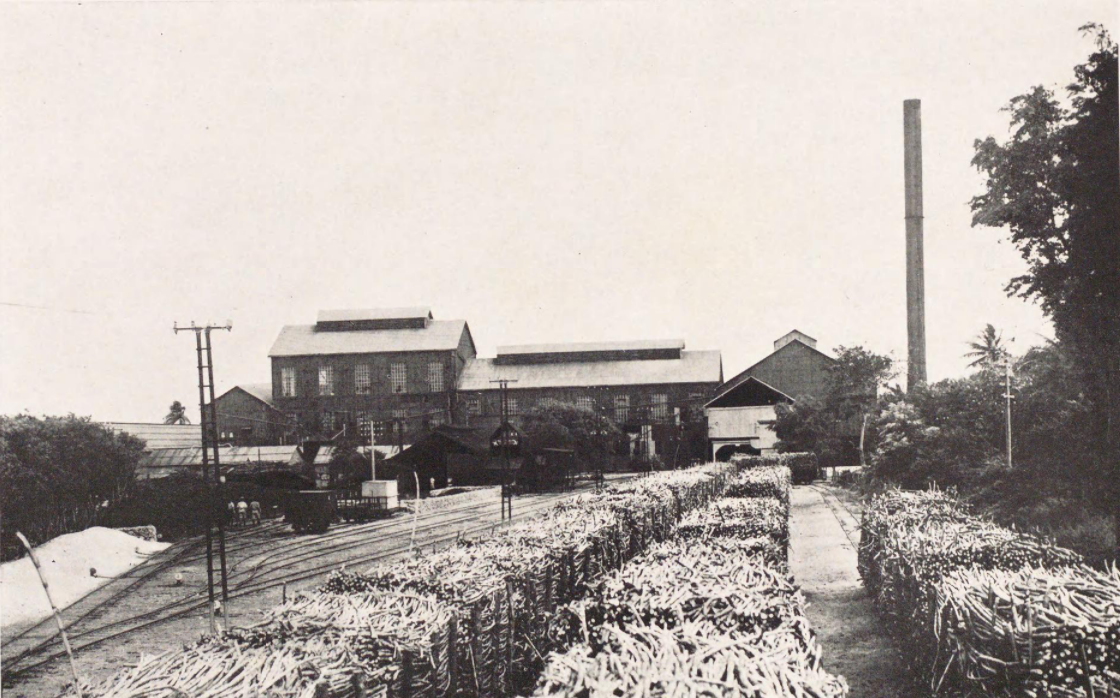
Fábricas Japonesas en Saipán en 1932

Durante este periodo, una empresa Japonesa, Nanyo Kohatsu K.K. (con sede en Chalan Kanoa, Saipán), construyó refinerías de azúcar en las islas de Saipán, Rota y Tinian, y las convirtió en la mayor región productora de azúcar de Asia. El fundador (presidente), Haruji Matsue, era conocido como el "Rey del Azúcar", y en reconocimiento a sus logros se construyó el parque Saipán (actual parque del Rey del Azúcar) en los terrenos del Santuario de Saipán y se erigió una estatua de su vida, algo inusual para un presidente en ejercicio.
En el censo de diciembre de 1939, la población total del Mandato de los Mares del Sur era de 129 104 habitantes, de los cuales 77 257 eran japoneses (incluidos los de etnia taiwanesa y coreanos). En Saipán, la población anterior a la guerra comprendía 29 348 colonos japoneses y 3926 isleños chamorros y carolinos; Tinián tenía 15 700 colonos japoneses (incluidos 2700 de etnia coreana) y 22 de etnia chamorra.

### Segunda Guerra Mundial

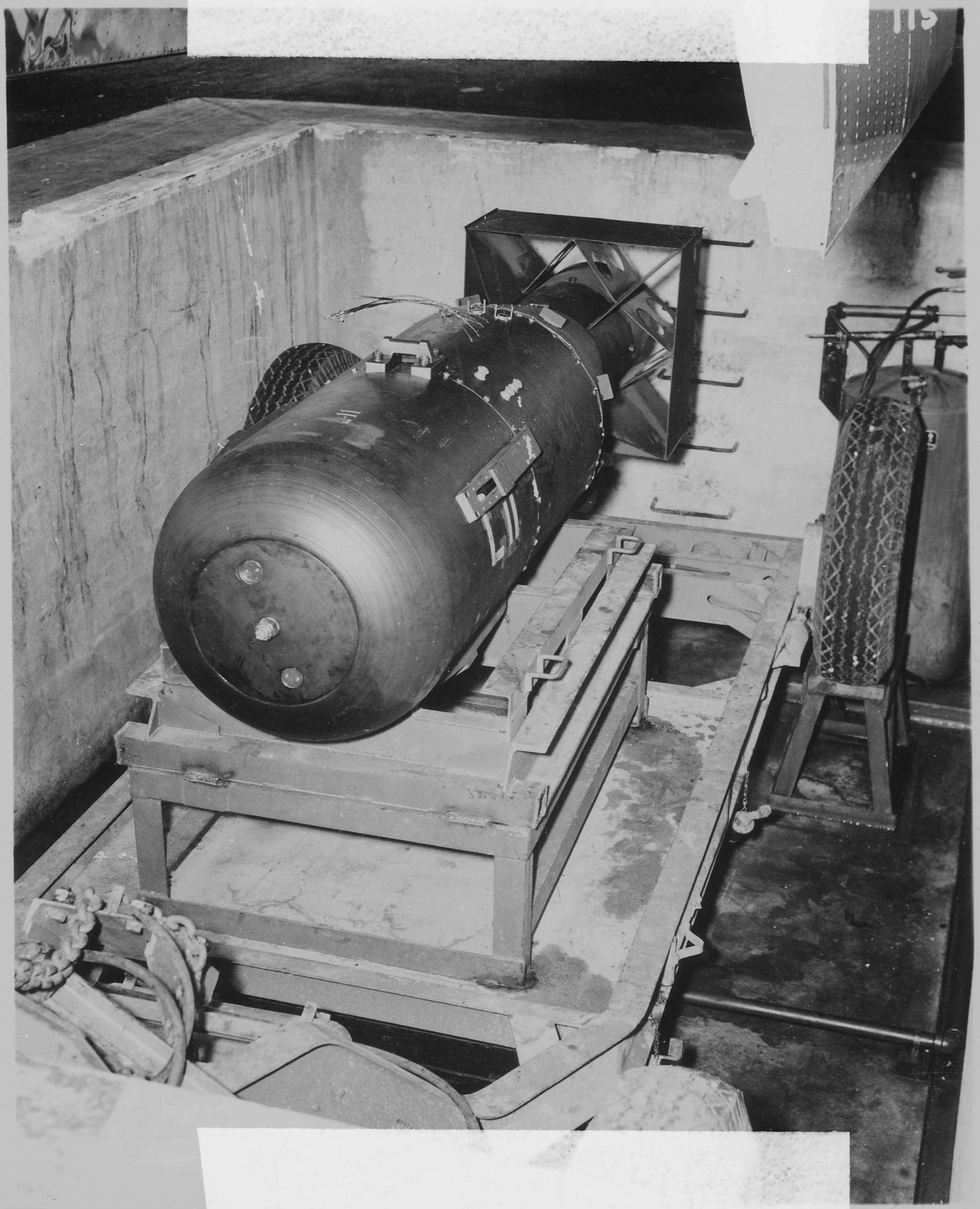
La bomba atómica Little Boy en las Islas Marianas en 1945, que poco después sería lanzada sobre la ciudad japonesa de Hiroshima

El 8 de diciembre de 1941, horas después del ataque a Pearl Harbor, las fuerzas japonesas de las Marianas lanzaron una invasión a Guam. Los chamorros de las Marianas del Norte, que habían estado bajo dominio japonés durante más de 20 años, fueron llevados a Guam para ayudar a la administración japonesa. Esto, combinado con el duro trato que recibieron los chamorros guameños durante los 31 meses de ocupación, creó una brecha que se convertiría en la principal razón por la que los guameños rechazaron el referéndum de reunificación aprobado por las Marianas Septentrionales en el decenio de 1960.
El 15 de junio de 1944, el ejército de los Estados Unidos invadió las Islas Marianas, iniciando la batalla de Saipán, que terminó el 9 de julio. De los 30 000 soldados japoneses que defendían Saipán, menos de 1000 permanecieron con vida al final de la batalla. Muchos civiles japoneses también murieron, por enfermedad, hambre, fuego enemigo y suicidio. Aproximadamente 1000 civiles se suicidaron saltando de los acantilados en el Monte Marpi o Marpi Point. Las fuerzas estadounidenses volvieron a capturar Guam el 21 de julio e invadieron Tinián el 24 de julio. Un año después Tinián fue el punto de despegue del Enola Gay, el avión que lanzó la bomba atómica sobre Hiroshima en Japón. Rota quedó intacta (y aislada) hasta la rendición de los japoneses en agosto de 1945, debido a su insignificancia militar.
Tinian no fue guarnicionada por el ejército japonés hasta las últimas etapas de la Segunda Guerra Mundial, cuando los japoneses se dieron cuenta de su importancia estratégica como posible base para los bombarderos estadounidenses Boeing B-29 Superfortress. La isla fue tomada por los Aliados durante la Batalla de Tinian, del 24 de julio al 1 de agosto de 1944. De los 8.500 hombres de la guarnición japonesa, 313 sobrevivieron a la batalla. En aquel momento, se calcula que había 15.700 civiles japoneses (incluidos 2.700 coreanos) en la isla. Muchos cientos murieron en el fuego cruzado, se quitaron la vida o fueron ejecutados por el ejército japonés para evitar su captura por los estadounidenses.
Tinian está situada aproximadamente a 2.400 kilómetros del Japón continental, y era adecuada como base de operaciones para los continuos ataques de bombarderos pesados contra las islas japonesas. Inmediatamente después de la toma de la isla por Estados Unidos, comenzó la construcción de la mayor base aérea de la Segunda Guerra Mundial, que abarcaba toda la isla (excepto sus tres zonas montañosas). La Base Naval de Tinian contaba con 40.000 personas, y los Seabees de la Armada (110.º NCB) trazaron la base siguiendo un patrón de calles urbanas que se asemejaba al de la isla de Manhattan de Nueva York, y dieron a las calles el nombre correspondiente.
La antigua ciudad japonesa de Sunharon recibió el apodo de "The Village" porque su ubicación se correspondía con la de Greenwich Village. Se llamó Central Park a una gran zona cuadrada situada entre los campos Oeste y Norte, que se utilizó principalmente para ubicar los hospitales de la base y que, por lo demás, se dejó sin urbanizar.
La guerra no terminó para todos con la firma del armisticio. El último grupo de resistentes japoneses se rindió en Saipán el 1 de diciembre de 1945. En Guam, el soldado japonés Shōichi Yokoi, sin saber que la guerra había terminado, se escondió en una cueva de la selva en la zona de Talofofo hasta 1972.
Los ciudadanos japoneses fueron finalmente repatriados después a su país.

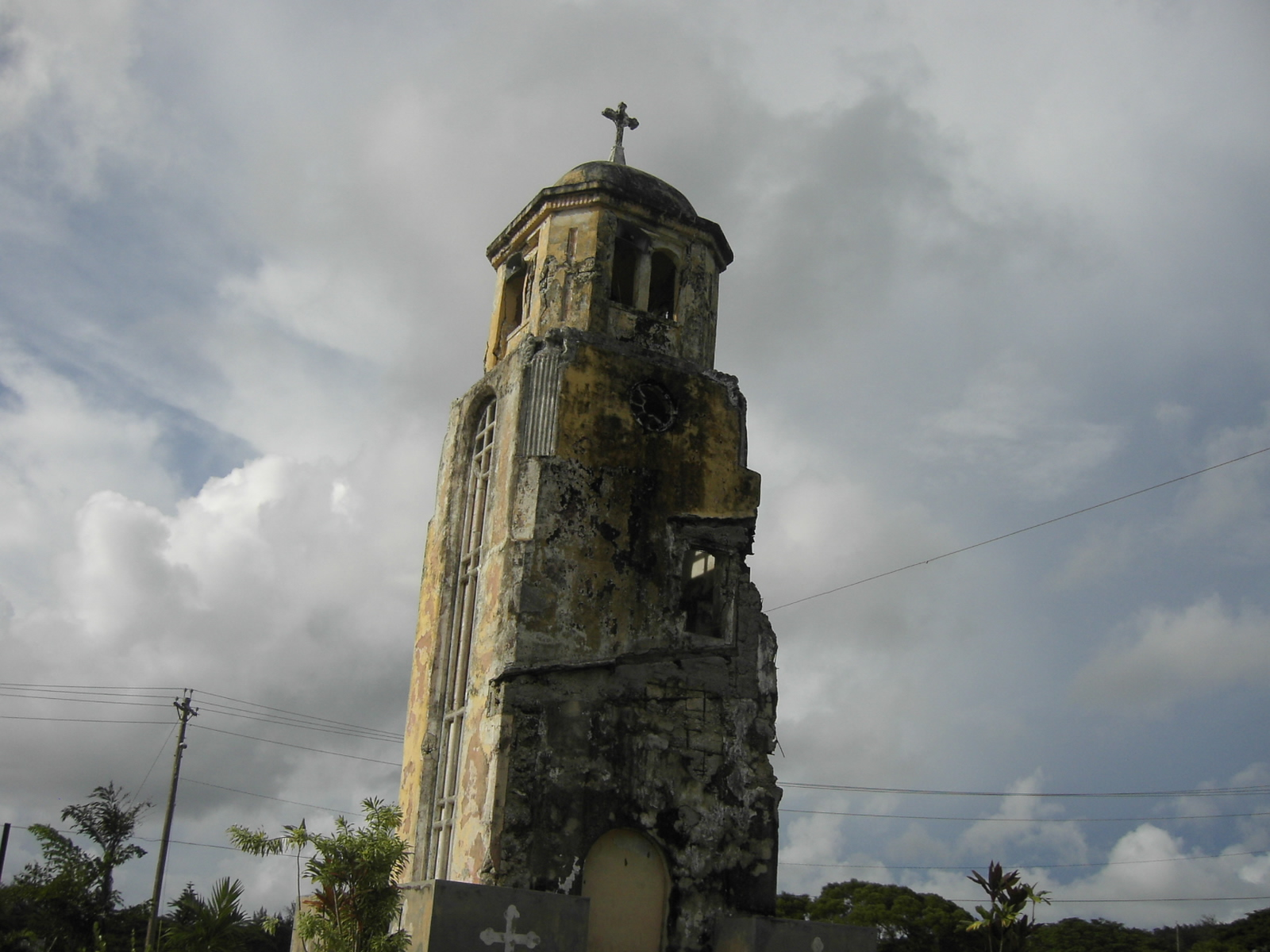
Antigua iglesia de San José, en ruinas desde la Batalla de Tinián de 1944.

### Dominio de Estados Unidos
Finalizada la Segunda Guerra Mundial, la Organización de las Naciones Unidas entregó las Marianas, en estatuto de fideicomiso, a los Estados Unidos de América. Durante la década de los 70, sus habitantes prefirieron no independizarse, permaneciendo como dependencia de los Estados Unidos, siendo sus habitantes ciudadanos estadounidenses. El 1 de enero de 1978 fue aprobada la constitución de su estatuto actual.
En 1986 el entonces presidente de los Estados Unidos, Ronald Reagan, proclamó el dominio de Estados Unidos sobre las Marianas del Norte, y sus residentes pasaron a ser ciudadanos estadounidenses de pleno derecho. En 1990 el Consejo de Seguridad de Naciones Unidas concluyó formalmente su protectorado.
Durante años, la Marina estadounidense ha utilizado el Farallón de Medinilla para ejercicios militares y de bombardeo. En una demanda de 2002, el Centro para la Diversidad Biológica acusó a la Marina de Estados Unidos de destruir el hábitat de la fauna salvaje de la isla. Una sentencia judicial posterior ordenó al Departamento de Defensa de EE. UU. el cese de los ejercicios de bombardeo en el Farallón de Medinilla hasta que cumplieran la Ley del Tratado sobre Aves Migratorias.
Se han señalado los efectos negativos de las actividades militares en la fauna y flora locales, incluidas especies terrestres y oceánicas, como megápodos micronesios, aves migratorias y cetáceos como piqueros, charranes, fragatas, ballenas jorobadas y falsas orcas.

### Mancomunidad

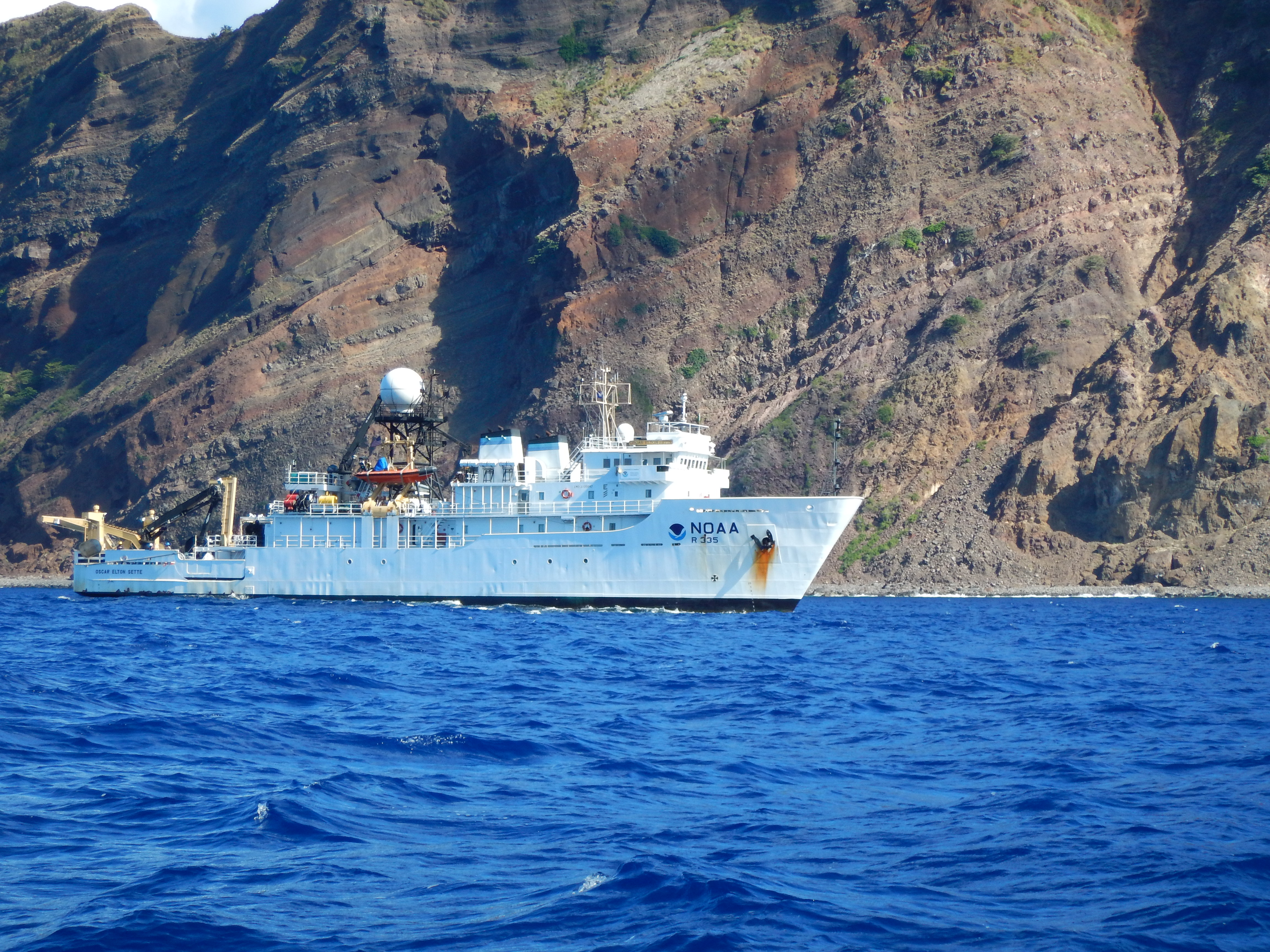
Un buque de la Oficina Nacional de Administración Oceánica y Atmosférica de Estados Unidos en las Islas Marianas en 2015

En la década de 1970, los habitantes de las Islas Marianas del Norte decidieron no buscar la independencia, sino estrechar lazos con Estados Unidos. En 1972 se iniciaron las negociaciones para obtener el estatus de mancomunidad, y en 1975 se aprobó en referéndum un pacto para establecer una mancomunidad en unión política con Estados Unidos. Un nuevo gobierno y constitución entraron parcialmente en vigor el 9 de enero de 1978. tras ser aprobados en referéndum en 1977. Las Naciones Unidas aprobaron este acuerdo en virtud de la Resolución 683 del Consejo de Seguridad. Las Islas Marianas del Norte pasaron a estar bajo soberanía estadounidense el 4 de noviembre de 1986, y los isleños se convirtieron en ciudadanos de EE. UU. También el 4 de noviembre de 1986, la Constitución de las Islas Marianas del Norte entró plenamente en vigor en virtud del Pacto.
En mayo de 1981, las erupciones volcánicas provocaron la evacuación de la isla de Pagan. La mayoría de los residentes de Pagan aún no han regresado a Pagan.
En 1982 se creó la Comisión de Política Lingüística Chamorro-Caroliniana para llevar a cabo políticas de apoyo a las lenguas y culturas chamorro y caroliniana.
En diciembre de 1986, el veinte por ciento de las casas de Saipán fueron destruidas por el tifón Kim, los árboles fueron despojados de su follaje, miles de cocoteros fueron derribados, las carreteras quedaron bloqueadas y no hubo electricidad ni suministro público de agua durante semanas.
En abril de 1990, los habitantes de la costa occidental de Anatahan fueron evacuados después de que los enjambres sísmicos y las fumarolas activas indicaran que una erupción podría ser inminente, pero no se produjo ninguna erupción en ese momento. En mayo de 1992 se produjo otro enjambre sísmico. La primera erupción histórica del Anatahan tuvo lugar en mayo de 2003, cuando se produjo una gran erupción explosiva con un VEI de 4 que formó un nuevo cráter en el interior de la caldera oriental y provocó una columna de cenizas de 12 km de altura que dificultó el tráfico aéreo a Saipán y Guam.
Las Islas Marianas del Norte no tienen representación con derecho a voto en el Congreso de los Estados Unidos, pero, desde 2009, están representadas en la Cámara de Representantes de los Estados Unidos por un delegado; los delegados del Congreso pueden participar en los debates y formar parte de los comités del Congreso, pero no pueden emitir votos decisivos en la Cámara.

## Gobierno y política

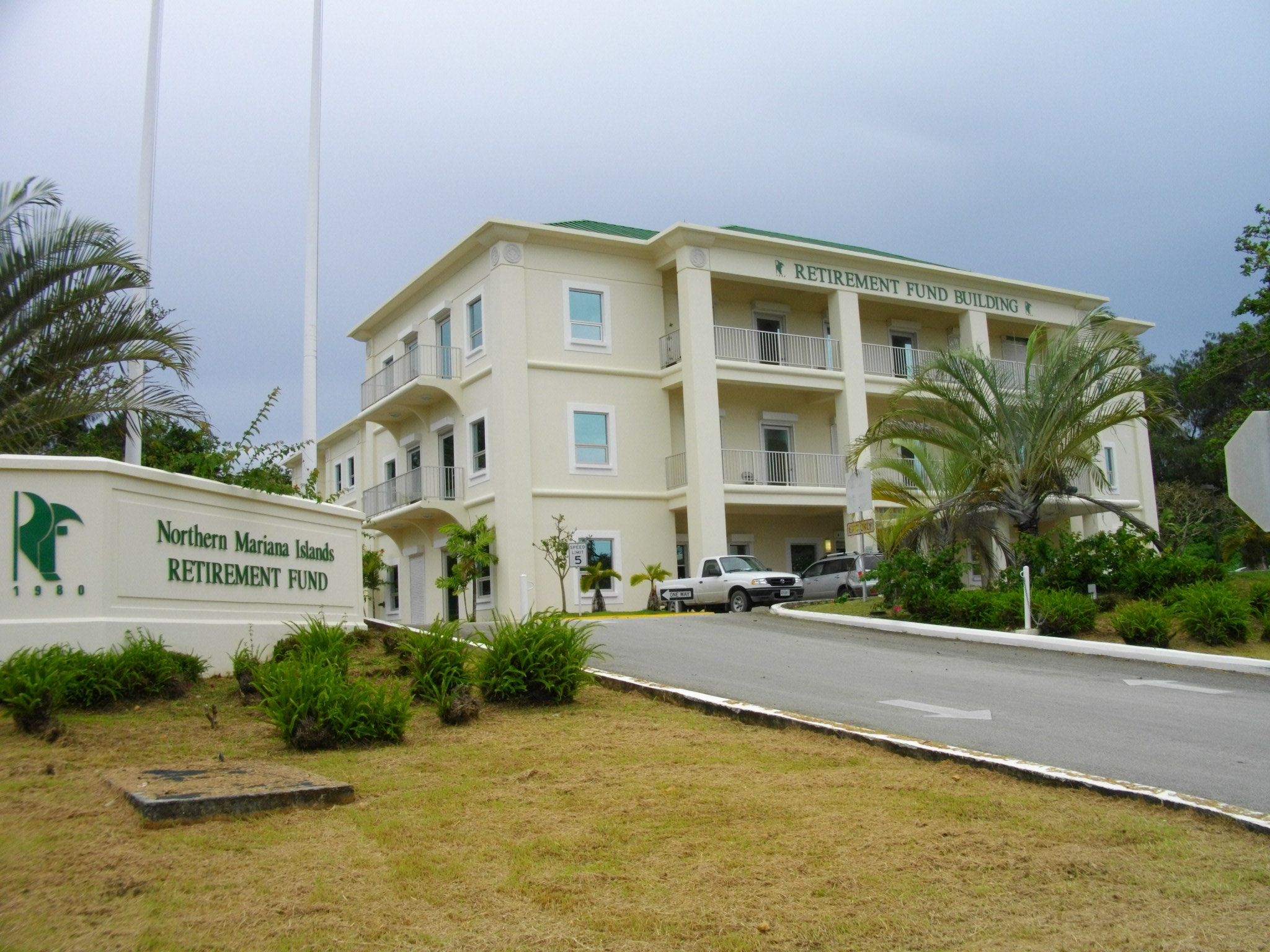
Uno de los Edificios del Gobierno de las Islas Marianas del Norte

Tras la derrota de Japón, las islas fueron administradas por Estados Unidos como parte de un fideicomiso de las Naciones Unidas. Mediante este acuerdo, los asuntos exteriores y de defensa caían bajo la responsabilidad de los Estados Unidos. En 1970, el pueblo de las Marianas del Norte decidió no solicitar su independencia, sino estrechar sus lazos con Estados Unidos. En 1975 se aprobó un acuerdo por el que se creaba el Estado Libre Asociado de las Islas Marianas del Norte (Commonwealth en inglés) en asociación con Estados Unidos.
Las Islas Marianas del Norte tienen un sistema democrático, representativo y presidencial, en el cual el gobernador es el Jefe de Gobierno en un sistema multipartidista. Las Islas Marianas del Norte son una Comunidad en unión política con los Estados Unidos de América. Los fondos federales de la Comunidad son administrados por la Oficina de Asuntos Insulares del Departamento del Interior de los Estados Unidos de América.
Replicando la separación de poderes en otros territorios de los Estados Unidos de América y gobiernos estatales, el Poder Ejecutivo es ejercido por el gobernador de las Islas Marianas del Norte, el Poder Legislativo está investido en la Legislatura bicameral de la Comunidad de Islas Marianas del Norte. El presidente del Senado, Joseph Mediola, es miembro fundador del Caucus de Presidentes de Senados de Áreas Extraterritoriales. El Poder Judicial es independiente del Ejecutivo y el Legislativo.
Sin embargo, la política en las Islas Marianas del Norte sería más bien «una función de relaciones familiares y lealtades personales», donde las medidas de una familia extensa son más importantes que las calificaciones personales de un candidato o una candidata. Algunas críticas, incluyendo al autor de Saipan Sucks (Tragadas de Saipán), identifican estas prácticas con el nepotismo instalado entre los mecanismos democráticos.
En abril de 2012, previendo una pérdida de financiación en 2014, el fondo de pensiones públicas de la mancomunidad se declaró en bancarrota según el Capítulo 11. El fondo de jubilación es un plan de pensiones de prestación definida y sólo estaba financiado parcialmente por el gobierno, con sólo 268,4 millones de dólares en activos y 911 millones en pasivos. El plan experimentaba un bajo rendimiento de las inversiones y una estructura de prestaciones que se había incrementado sin aumentos en la financiación.

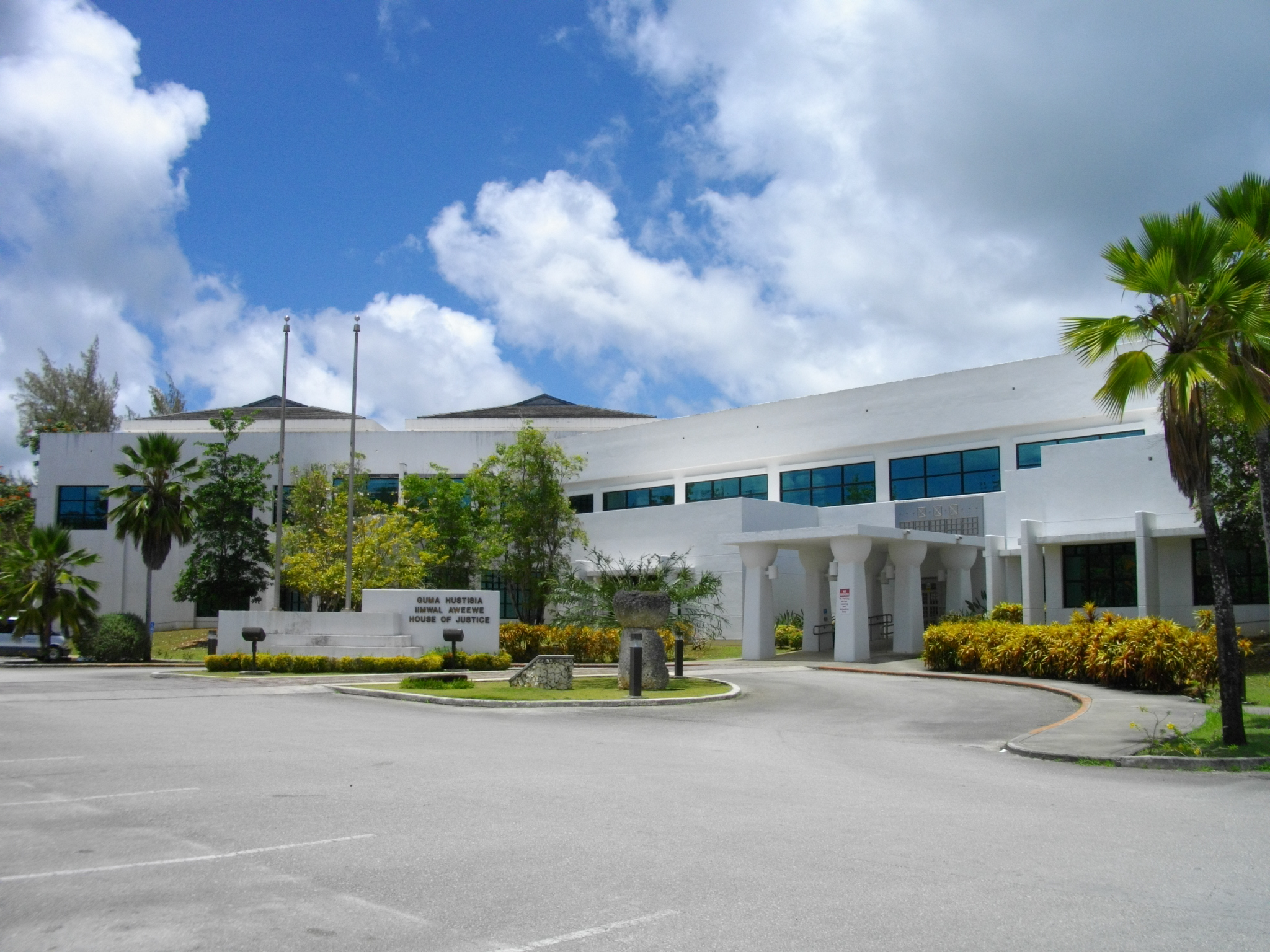
Sede Judicial de las Islas Marianas del Norte llamada localmente Casa de Justicia (Guma Hustisia, Iiwal Aweewe o House of Justice)

En agosto de 2012, surgieron llamados para la destitución del gobierno, ya que se responsabilizaba al gobernador en funciones Benigno Fitial de retener los pagos del fondo de pensiones, de no pagar a la empresa local de servicios públicos (Commonwealth Utilities o "CUC") para las oficinas gubernamentales por cortar la financiación del único hospital de las Marianas del Norte, por interferir en la entrega de una citación judicial a su fiscal general, por retener los fondos necesarios para las escuelas públicas, y por firmar un contrato de 190 millones de dólares para la generación de energía.
La delegación de las Islas Marianas del Norte en la Convención Nacional Republicana de 2016 se jactó de ser "el territorio más republicano" de Estados Unidos. En 2017, el Partido Republicano tenía amplias mayorías tanto en el Senado como en la Cámara de Representantes de las Islas Marianas del Norte.

### Sistema judicial
El Tribunal de Distrito de las Islas Marianas del Norte, creado por ley del Congreso en 1977 y que empezó a funcionar en enero de 1978, conoce de los casos de derecho federal. El tribunal tiene su sede en la isla de Saipán, pero puede hacerlo en otros lugares de la mancomunidad. El tribunal de distrito tiene la misma jurisdicción que todos los demás tribunales de distrito de Estados Unidos, incluida la jurisdicción de diversidad y la jurisdicción de quiebra. Las apelaciones se presentan ante el Noveno Circuito. Como tribunal territorial de los Estados Unidos establecido en virtud del poder territorial del Congreso otorgado por el artículo IV de la Constitución de los Estados Unidos, los jueces no tienen nombramientos vitalicios, a diferencia de los tribunales del Artículo III en los 50 estados, el Distrito de Columbia y Puerto Rico.
El Tribunal Superior de la Commonwealth de las Islas Marianas del Norte conoce de los casos de derecho territorial, y el Tribunal Supremo de la Commonwealth de las Islas Marianas del Norte conoce de las apelaciones.

### Organización político-administrativa

Mapa de las islas Marianas.

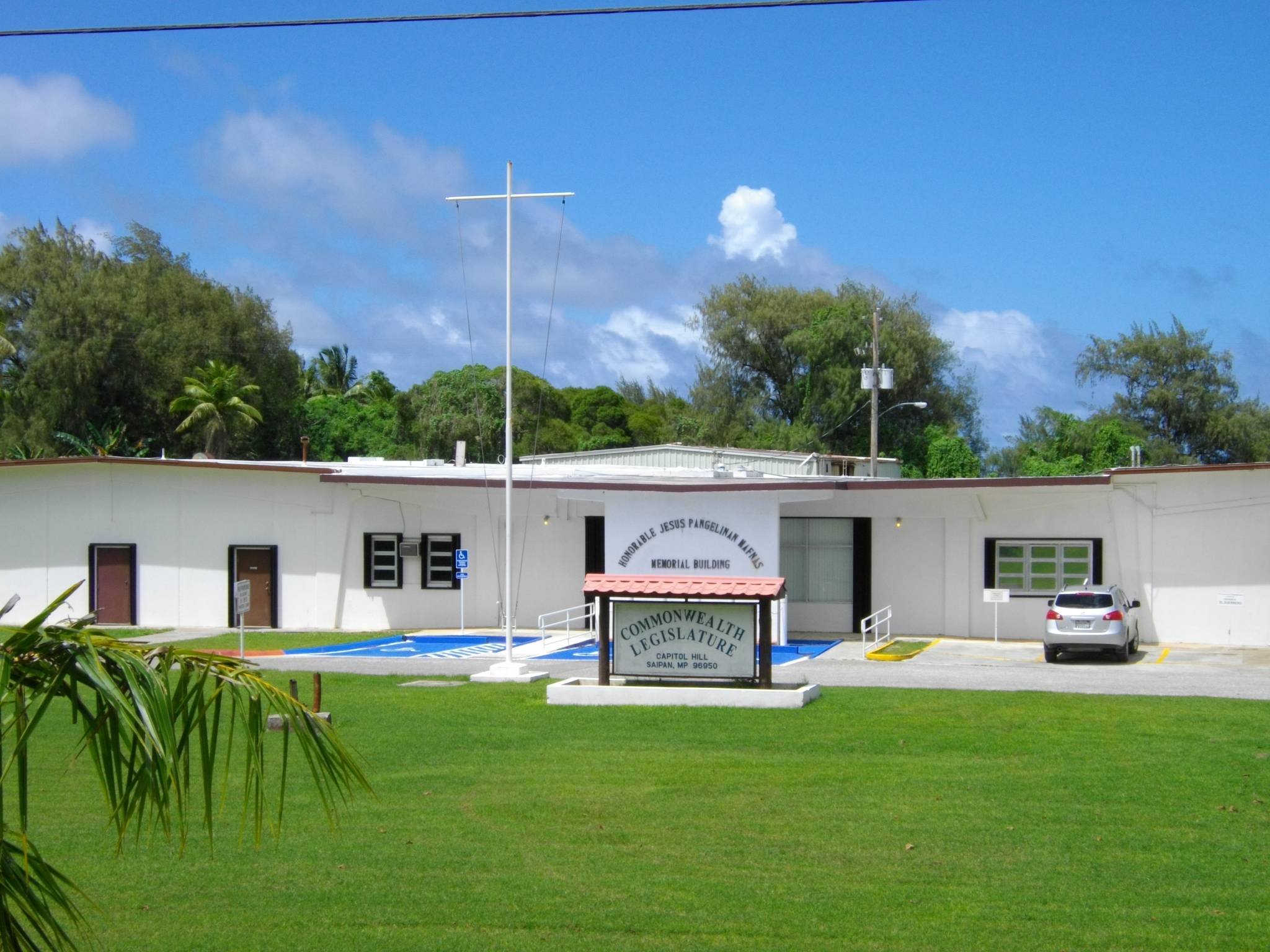
Sede del parlamento local

La superficie total de las islas es de 464 km². Solo 4 de las islas están habitadas según el censo de 2000.
| Núm. | Nombre                | Área (km²) | Población                                                      | Altura (m) | Punto más alto              | Coordenadas               |
| ---- | --------------------- | ---------- | -------------------------------------------------------------- | ---------- | --------------------------- | ------------------------- |
| 1    | Farallón de Pájaros   | 2,55       | Sin habitantes                                                 | 319        | Sin nombre                  | 20°33′N 144°54′E          |
| 2    | Islas Maug            | 2,13       | Ocupada en 1939-1944 (Actualmente sin habitantes)              | 227        | Sin nombre (Isla del Norte) | 20°02′N 144°54′E          |
| 3    | Isla de la Asunción   | 7,31       | Sin habitantes                                                 | 891        | Sin nombre                  | 19°43′N 145°41′E          |
| 4    | Agrihan               | 43,51      | Evacuada en 1990 (Actualmente está siendo nuevamente habitada) | 965        | Monte Agrihan               | 18°46′N 145°41′E          |
| 5    | Pagán                 | 47,23      | Evacuada en 1990 (Actualmente sin habitantes)                  | 787        | Monte Pagan                 | 18°8′36″ N 145°47′39″ E   |
| 6    | Alamagan              | 11,12      | 7                                                              | 744        | Banadera                    | 17°35′N 145°50′E          |
| 7    | Guguan                | 3,87       | Sin habitantes                                                 | 301        | Sin nombre                  | 17°20′N 145°51′E          |
| 8    | Sarigan               | 4,97       | Sin habitantes                                                 | 549        | Sin nombre                  | 16°43′ N 145ª47'E         |
| 9    | Anatahan              | 31,21      | Evacuada en 1990 (Actualmente sin habitantes)                  | 787        | Sin nombre                  | 16°22′N 145°40′E          |
| 10   | Farallón de Medinilla | 0,85       | Sin habitantes                                                 | 81         | Sin nombre                  | 16°01′N 146°04′E          |
| 11   | Saipán                | 115,39     | 62 392                                                         | 474        | Monte Tagpochau             | 15°11′6″ N 145°44′28″ E   |
| 12   | Tinián                | 101,01     | 3540                                                           | 170        | Kastiyu (Lasso Hill)        | 14°57′12″ N, 145°38′54″ E |
| 13   | Aguiján               | 7,09       | Sin habitantes                                                 | 157        | Sin nombre                  | 14°42′N 145°18′E          |
| 14   | Rota                  | 85,38      | 3283                                                           | 491        | Mount Manira                | 14°8′37″ N 145°11′8″ E    |

### Estatuto político y autonomía
En 1947, las Islas Marianas del Norte pasaron a formar parte del Territorio en Fideicomiso de las Islas del Pacífico (TTPI) de las Naciones Unidas tras la Segunda Guerra Mundial. Estados Unidos se convirtió en la autoridad administradora del TTPI en virtud de un acuerdo de administración fiduciaria. En 1976, el Congreso aprobó el Pacto mutuamente negociado para establecer una Mancomunidad de las Islas Marianas del Norte en Unión Política con los Estados Unidos de América. El Pacto se codificó el 24 de marzo de 1976 como Ley Pública 94-241. El gobierno de la Mancomunidad de las Islas Marianas del Norte (CNMI) adoptó su propia constitución en 1977, y el nuevo gobierno tomó posesión en enero de 1978. La aplicación del Pacto, que entró en vigor el 1 de enero de 1978, se completó el 3 de noviembre de 1986, en virtud de la Proclamación Presidencial n.º 5564, que puso en vigor el Pacto con la Mancomunidad de las Islas Marianas del Norte y los Pactos de Libre Asociación con los Estados Federados de Micronesia y la República de las Islas Marshall, lo que permitió a la CNMI estar representada ante el Gobierno de Estados Unidos en Washington D. C. por un Representante Residente, elegido por sufragio universal por los votantes de la CNMI y cuyo cargo era sufragado por el Gobierno de la CNMI.
La Ley de Recursos Naturales Consolidados de 2008 ("CNRA", por sus siglas en inglés), aprobada por el Congreso estadounidense el 8 de mayo de 2008, estableció un escaño de delegado de la CNMI; el demócrata Gregorio Sablan fue elegido en noviembre de 2008 como primer delegado de la CNMI y tomó posesión de su cargo en el 111.º Congreso. Al igual que los otros cinco delegados de la Cámara, el delegado de la CNMI participa en los debates y vota en los comités, pero no tiene voto en el pleno de la Cámara de Representantes, y no desempeña ninguna función en el Senado de EE. UU., pero es igual a un senador cuando participa en un comité de conferencia.
El 22 de diciembre de 1990, el Consejo de Administración Fiduciaria de las Naciones Unidas puso fin al TTPI en su aplicación a la CNMI y a otros cinco de los siete distritos originales del TTPI (las Islas Marshall y los Estados Federados de Micronesia (Chuuk, Kosrae, Pohnpei y Yap)), lo que se reconoció en la Resolución 683 del Consejo de Seguridad de las Naciones Unidas aprobada ese mismo día.
En virtud del Pacto, en general, la legislación federal de Estados Unidos se aplica a la CNMI. Sin embargo, la CNMI se encuentra fuera del territorio aduanero de Estados Unidos y, aunque se aplica el Código de Rentas Internas en forma de impuesto local sobre la renta, el sistema del impuesto sobre la renta se determina en gran medida a nivel local. Según el Pacto, el salario mínimo federal y las leyes federales de inmigración "no se aplicarán a las Islas Marianas del Norte salvo en la forma y en la medida en que el Congreso las haga aplicables por ley tras la terminación del Acuerdo de Administración Fiduciaria". El control local del salario mínimo fue sustituido por el Congreso de Estados Unidos en 2007; se fue elevando lentamente hasta que en 2015 alcanzó la paridad con los 50 estados.

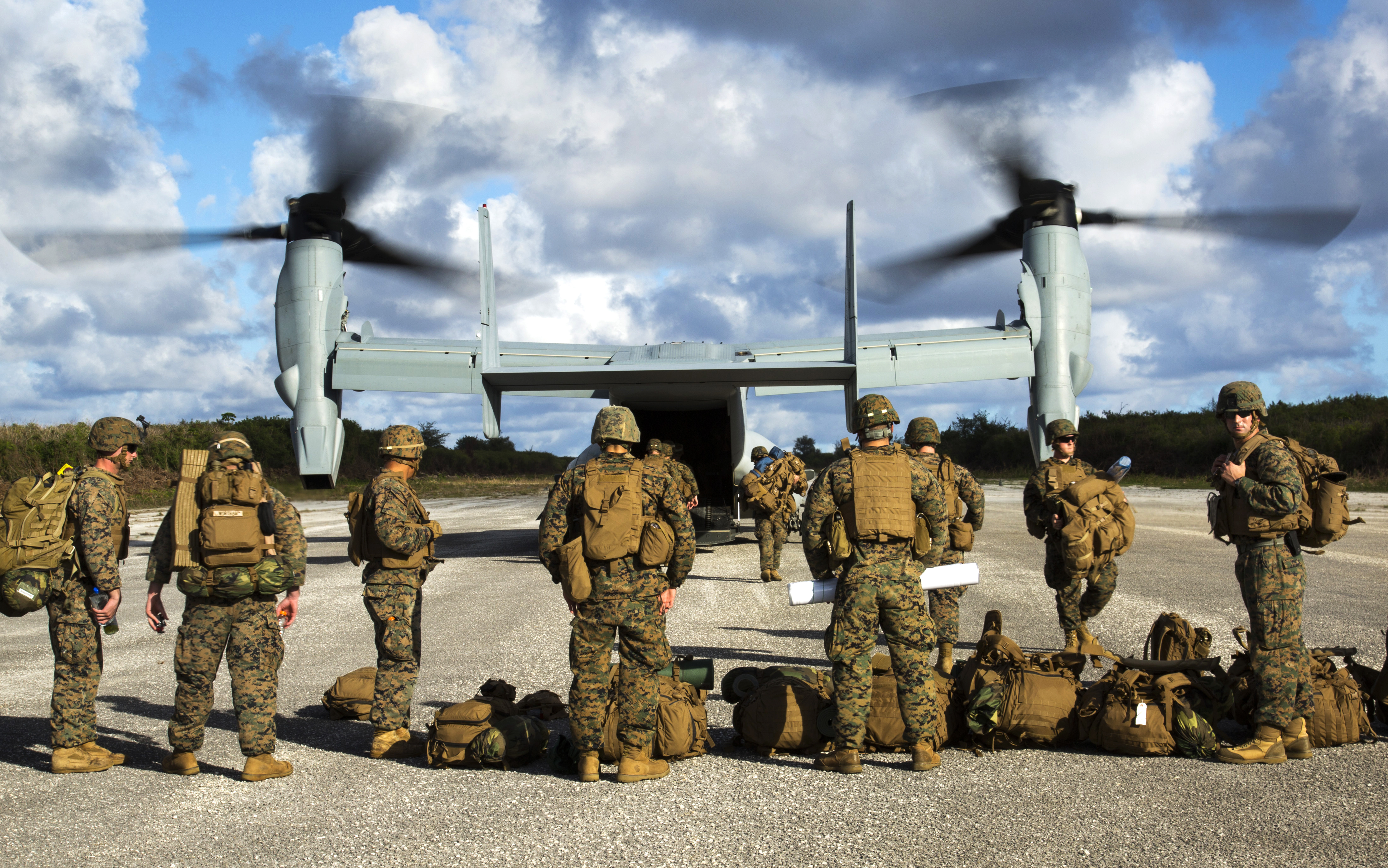
Marines estadounidenses en Tinián

Inicialmente, en virtud del Pacto existía un sistema de inmigración independiente en la CNMI, y no se aplicaban las leyes de inmigración estadounidenses. Después de que salieran a la luz informes sobre prácticas abusivas para los trabajadores inmigrantes, el 28 de noviembre de 2009, la CNRA modificó unilateralmente el Pacto para adaptarlo a la legislación estadounidense; en concreto, el artículo 702(a) de la CNRA modificó el Pacto para establecer que "las disposiciones de las 'leyes de inmigración' (tal y como se definen en el artículo 101(a)(17) de la Ley de Inmigración y Nacionalidad (8 U.S.C. 1101(a)(17)) se aplicarán a la Commonwealth de las Islas Marianas del Norte". Además, según el artículo 702(a) de la CNRA, las "leyes de inmigración", así como las enmiendas al Pacto, "sustituirán y reemplazarán a todas las leyes, disposiciones o programas de la Commonwealth relacionados con la admisión de extranjeros y la expulsión de extranjeros de la Commonwealth" La transición a las leyes de inmigración estadounidenses comenzó el 28 de noviembre de 2009.

### Defensa
La Seguridad y Defensa de las Islas está a cargo del gobierno de Estados Unidos que también tiene a su cargo las relaciones exteriores del territorio. La mancomunidad no tiene fuerzas militares propias y existen diversas instalaciones militares estadounidenses en el Archipiélago, en ocasiones algunas de las islas han sido utilizadas para realizar entrenamiento de tropas, ejercicios militares y hasta pruebas de armas, lo cual ha generado polémica sobre todo entre organizaciones ambientales y sociales a nivel local.
En 2013, el Mando Naval de Estados Unidos presentó una propuesta para obtener la isla de Pagan para un nuevo grupo de campos de tiro con munición real y de maniobras y áreas de entrenamiento (RTA, por sus siglas en inglés).

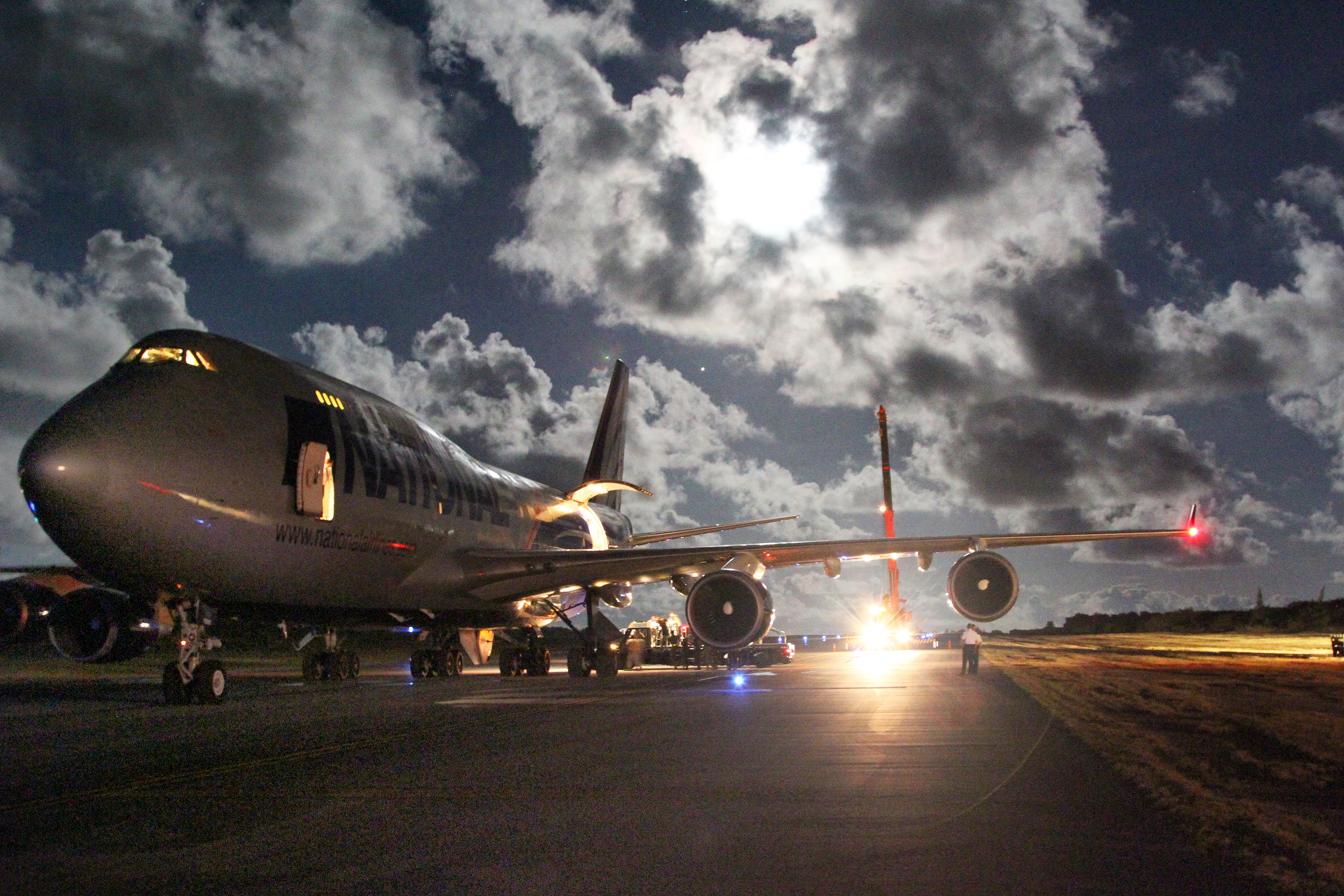
Tropas estadounidenses descargan equipo y material de un Boeing 747-400 para el ejercicio Forage Fury 2012 en las Islas Marianas del Norte

La propuesta generó una comunidad en línea llamada Our Islands are Sacred (Nuestras islas son sagradas), una petición en Change.org y concentraciones en contra celebradas por el Sierra Club, Save Pagan Island, Roots Action y Care2Make a Difference.
El 3 de abril de 2015 (HST), el Departamento de Defensa (DoD) publicó el tan esperado borrador de la Declaración de Impacto Ambiental (EIS). Según Michael G. Hadfield, profesor de biología de la Universidad de Hawái en Manoa que dirigió un equipo de estudio de insectos en Pagan en 2010, "Hablando como biólogo, tiene algunas cosas realmente únicas. ... No es un páramo, como creo que algunas personas imaginan porque tiene un volcán activo. Hay muchas cosas que merece la pena conservar: un par de especies de aves en peligro de extinción y especies de caracoles, en las que estoy especializado y que están a punto de entrar en la lista de especies en peligro de extinción de Estados Unidos".
Jerome Aldan (fallecido en febrero de 2017), alcalde de las Islas del Norte de la mancomunidad que incluye Pagan, declaró a un programa de radio neozelandés que la descripción de la isla como "deshabitada" por parte del ejército estadounidense era falsa. Según un artículo de James Cave para el Huffington Post, artículo que utilizaba a Hadfield como fuente:
"Más de 50 familias de Saipán consideran Pagan su isla natal y tienen planes y deseos de regresar a sus hogares", La isla está ocupada por dos personas, que viven en chozas y disponen de un inodoro con cisterna y fontanería, electricidad y un pequeño rancho.
Según un artículo de Wyatt Olson para la cadena de noticias militares Stars and Stripes del 17 de abril de 2015, "la [legislatura de las Islas Marianas del Norte] está considerando una resolución conjunta que pide al gobernador que se oponga a la expansión militar en la isla de 16 kilómetros de largo. ... En una redacción que insinúa el avispero que EE. UU. puede haber agitado con la propuesta, la resolución conjunta afirma que "a lo largo de la historia de las Islas Marianas del Norte, las potencias extranjeras y las influencias externas han tomado decisiones importantes y han dictado el curso del desarrollo" de la región y que EE. UU. "una vez más está a punto de tomar algunas decisiones muy importantes con respecto a la utilización militar de las Islas del Norte".

## Geografía

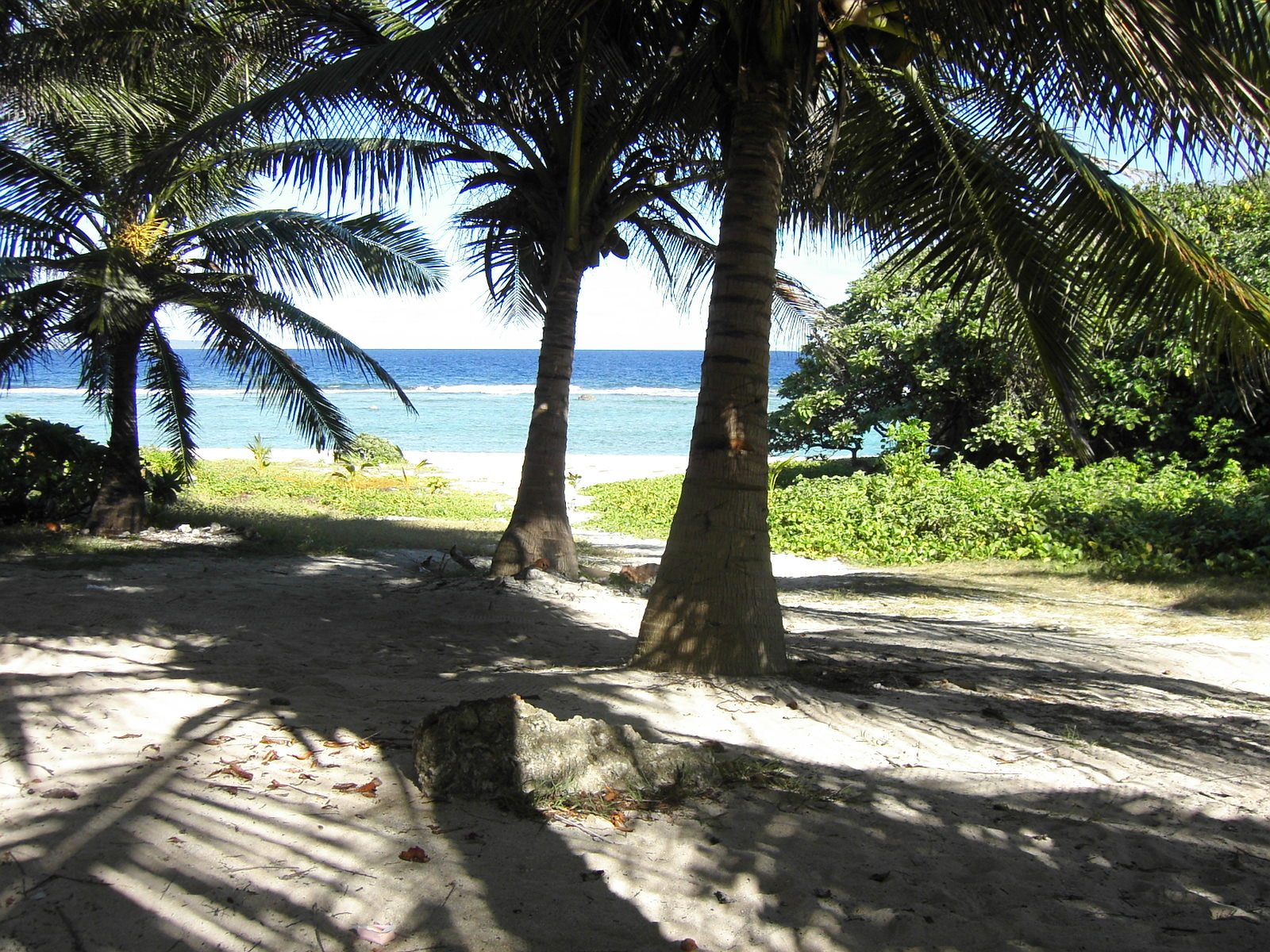
Paisaje de la isla de Tinian

Está constituida por un grupo de 14 islas: Saipán, Tinián, Rota, Aguiján, Farallón de Medinilla, Anatahan, Sarigan, Guguan, Alamagan, Pagán, Agrihan, Asunción, Islas Maug y Farallón de Pájaros. Las únicas que están habitadas son Saipán, Tinián, Rota y Alamagan.
Las islas del sur están compuestas por piedra caliza, con niveles de terrazas y arrecifes de coral que las bordean. Las islas del norte son de origen volcánico, con volcanes activos en Anatahan, Pagán y Agrihan. El volcán en Agrihan es el más elevado con 965 m s. n. m.
Su superficie total es de 464 km².

### Clima
Las islas tienen un clima tropical marino estacional moderado por el noreste de los vientos alisios. Hay poca variación de temperatura estacional. La estación seca va de diciembre a junio, y la temporada de lluvias de julio a noviembre y puede incluir los tifones. El Libro Guinness de los Récords ha citado Saipán por tener la temperatura más estable en el mundo.

Tinian no sólo se encuentra en el trópico geográfico (15°0′ N), sino también en el trópico climático, lo que significa que la variación de temperatura diurna es mayor que la variación estacional. Las máximas diurnas, que suelen alcanzarse entre las 12 y las 16 horas en Tinian, son de 28 °C de diciembre a marzo, y de 29 a 30 °C en los demás casos; por la noche rara vez baja de 25 °C durante todo el año. La temporada de lluvias dura de julio a noviembre. El clima es húmedo todo el año, con más del 80% de humedad relativa. Debido a la elevada humedad y a la intensa insolación, la percepción subjetiva de la temperatura suele estar entre 4 y 8 °C por encima de los valores medidos durante todo el año. La temperatura del agua superficial del océano Pacífico frente a Tinian es de 27 a 29 °C.

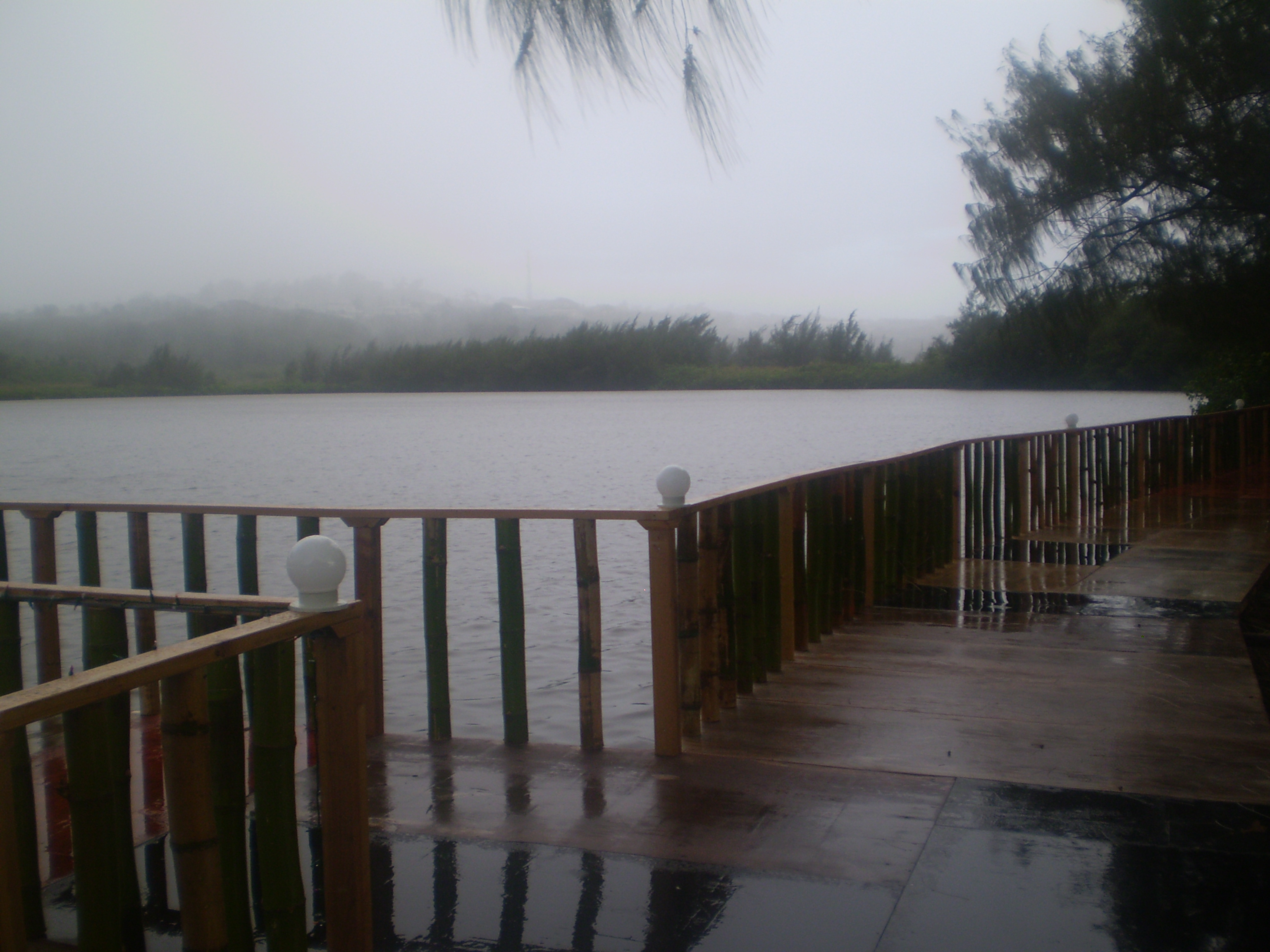
Lago Susupe en una día lluvioso

Tinian está bajo la influencia del alisio del NE durante todo el año. En la estación invernal europea, el alisio se acerca a la isla más desde el NE, mientras que en la estación estival europea, se acerca a la isla casi exactamente desde el E. El alisio del NE aporta una temperatura media de unos 10 °C. Los alisios del NE traen una fuerza media del viento de 3 a 4 Beaufort. Sin embargo, si se forma una baja aleutiana a miles de kilómetros, las estribaciones pueden producir vientos más fuertes durante varios días seguidos.
La duración del día varía de 11,5 horas (21 de diciembre) a 13 horas en el solsticio de verano. Las fases crepusculares por la mañana y por la tarde son más cortas que en Europa Central debido a la situación ecuatorial, ya que el sol puede estar casi vertical al mediodía y sale y se pone con más inclinación: de 22 a 25 minutos en Tinian frente a los 32 a 45 minutos en países europeos como Alemania.

#### Precipitaciones
Sin embargo en las islas se empiezan sentir los efectos del cambio climático. Las precipitaciones son la fuente principal de toda el agua dulce, por lo que resultan esenciales para las comunidades humanas y los ecosistemas. El régimen pluviométrico de la región de las Marianas está estrechamente vinculado a los monzones del hemisferio oriental y a El Niño-Oscilación del Sur (ENOS). Como consecuencia, las precipitaciones anuales son muy variables. Los registros de precipitaciones de las Islas Marianas contienen lagunas signiﬁcativas y no son representativos de la geografía de las islas. Así pues, los datos pluviométricos de las Islas Marianas son inadecuados para los estudios climáticos.

La estación más cercana con datos suficientes, y por lo tanto considerada el mejor registro disponible relevante para el territorio, está en la Base de la Fuerza Aérea Andersen en Guam. Los patrones de precipitaciones son coherentes entre Saipán y Guam, lo que puede atribuirse a que ambos lugares reaccionan de forma similar al ENOS. Así pues, el registro de precipitaciones a largo plazo de Guam puede utilizarse para hacer inferencias sobre el carácter de las precipitaciones en las islas meridionales de las Marianas, incluidas Saipán, Tinian y Rota. En la Base Andersen de la Fuerza Aérea, el año más seco registrado fue 1998, durante un fuerte El Niño, cuando las precipitaciones fueron más de 39 pulgadas (1000 mm) por debajo de lo normal. El año más lluvioso fue 1976, cuando la estación registró más de 49 pulgadas (1250 mm) de precipitaciones por encima de lo normal.

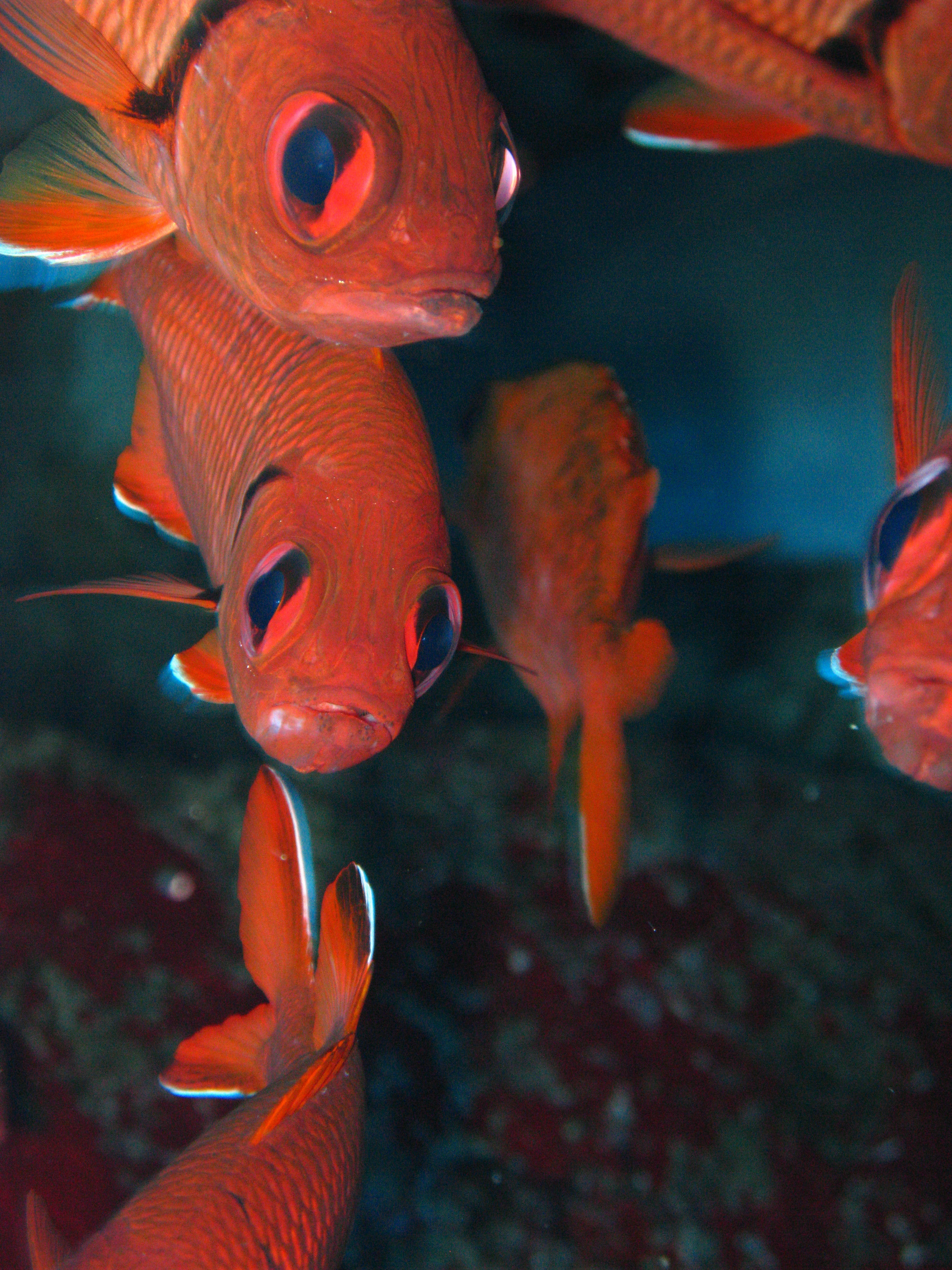
Peces ardilla (Myripristis kuntee) en las Islas Marianas del Norte

Las precipitaciones totales anuales en el aeropuerto de Saipán entre 1989 y 2020 muestran pocos cambios en promedio a lo largo de 30 años y una alta variabilidad interanual. Esto concuerda con las precipitaciones anuales en la base aérea de Andersen (un indicador de las precipitaciones en las islas), que se aproximan al valor normal a largo plazo y no muestran cambios estadísticamente signiﬁcativos desde la década de 1950 hasta la actualidad. Los modelos climáticos globales proyectan un aumento del 10-20% en la precipitación media anual para la zona del Pacífico, incluida las islas Marianas, a finales del siglo XXI en el escenario alto con respecto a 1986-2005.
En el escenario bajo, se prevé que los cambios futuros en las precipitaciones anuales oscilen entre la ausencia de cambios y un aumento medio del 10% a finales de siglo. Sin embargo, cabe señalar que un subconjunto de modelos reducidos al nivel de isla para Guam proyectan una disminución media de las precipitaciones anuales (7% en general) en el escenario superior para finales de este siglo en relación con 1990-2009. Las proyecciones para Guam indican una reducción de las precipitaciones en la estación húmeda (de julio a diciembre), mientras que se prevé un ligero aumento de las precipitaciones en la estación seca (de enero a junio). La frecuencia de precipitaciones extremas en el aeropuerto de Saipán y en la base aérea de Andersen ha cambiado poco en promedio a lo largo de la duración de los registros (desde 1989 y la década de 1950, respectivamente). La variabilidad del monzón y otros factores hacen que las precipitaciones sean mucho mayores unos años que otros. En el futuro, se espera que la región de las Marianas experimente eventos de precipitaciones extremas más frecuentes e intensos con el calentamiento global. El aumento de las precipitaciones intensas provocará un mayor runo y un mayor potencial de inundación y erosión.

### Flora y Fauna
La flora de Saipán es predominantemente de bosque calcáreo. Algunas zonas urbanizadas de la isla están cubiertas de Leucaena leucocephala, también conocidos como árboles "tangan-tangan", que se extendieron ampliamente en algún momento después de la II Guerra Mundial.
Los tangan-tangan se introdujeron principalmente como mecanismo de prevención de la erosión, debido a la destrucción del paisaje provocada por la II Guerra Mundial. El bosque autóctono restante se encuentra en pequeños fragmentos aislados en laderas empinadas a baja altitud y en zonas de conservación de las tierras altas de la isla. Los cocos, las papayas y los pimientos picantes tailandeses -llamados localmente "donni' såli" o "boonie peppers"- son algunas de las frutas que crecen silvestres. Los mangos, la raíz de taro, el fruto del pan (llamado localmente "Lemai") y los plátanos son algunos de los muchos alimentos cultivados por familias y agricultores locales.

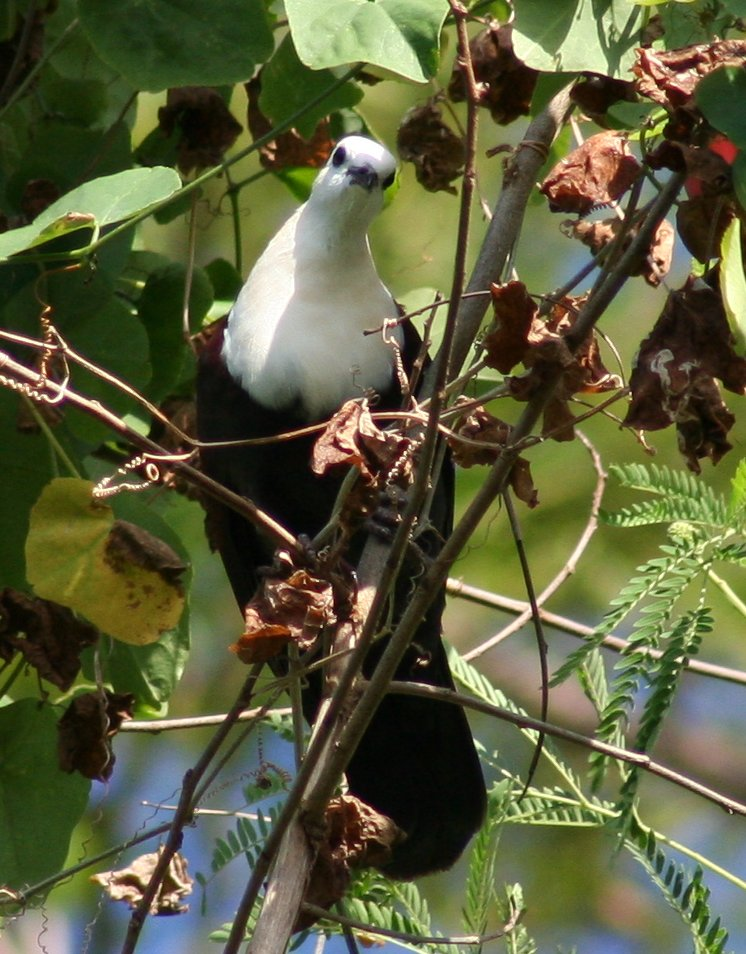
La Paloma Perdiz de las Marianas (Pampusana xanthonura)

Saipán alberga numerosas especies de aves endémicas. Entre ellas: la paloma de la fruta de las Marianas, la paloma terrestre de garganta blanca, el ojo blanco con brida, el ojo blanco dorado, la myzomela micronesia y el carricero de Saipán, en peligro de extinción.
La isla de Saipán solía tener una gran población de caracoles terrestres gigantes africanos, introducidos deliberadamente como fuente de alimento o accidentalmente por el transporte marítimo, que se convirtieron en una plaga agrícola. En las últimas décadas, su número se ha controlado sustancialmente gracias a un platelminto introducido, Platydemus manokwari.
Hay una gran variedad de flora y fauna en Tinián; la monarca de Tinian es la única especie de ave endémica de la isla y está amenazada por la pérdida de su hábitat natural. La organización BirdLife International ha reconocido la isla como Zona Importante para las Aves (Important Bird Area, IBA) porque alberga poblaciones de megápodos de Micronesia, palomas terrestres de garganta blanca, palomas de la fruta de las Marianas, myzomelas de Micronesia, aves de colas de abanico rufo, ojos blancos de Saipán y estorninos de Micronesia.
A principios de la década de 1980, la Mancomunidad de las Islas Marianas del Norte (CNMI) declaró Guguan reserva natural. Nunca ha sido habitada por el hombre y está libre de especies asilvestradas como camellos, gatos, gallinas, perros, burros, cabras, caballos, ratones, palomas, cerdos, conejos y ratas. Entre la fauna salvaje se encuentra el raro megápodo de Micronesia Megapodius laperouse, que sólo se encuentra en las Marianas del Norte y las islas Palaos.

### Actividad Volcánica
La isla de Anatahan tiene forma elíptica, una longitud de 9 km, una anchura de 4 km y una superficie de 33,9 kilómetros cuadrados. La isla es la cima de un estratovolcán que alcanza una altitud de 790 m sobre el nivel del mar en su punto más alto.

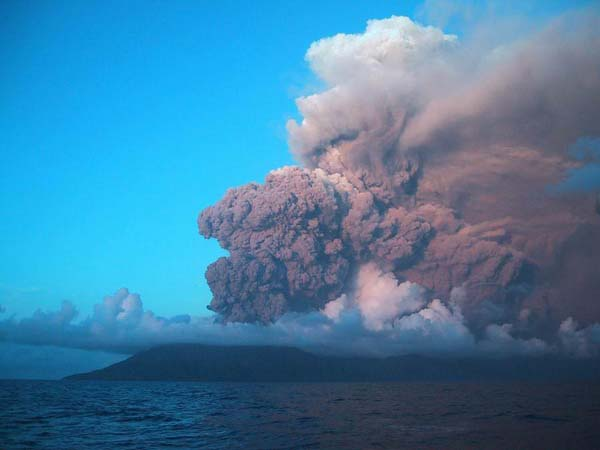
Erupción del Volcán Anatahan en 2003

El volcán está coronado por una caldera de 2,3 km de ancho, que se divide en una parte oriental y otra occidental, siendo la oriental unos 250 m más baja que la occidental. La escasez de vegetación en las coladas de lava más recientes de Anatahan indicaba que eran del Holoceno. En abril de 1990, los habitantes de la costa occidental de la isla fueron evacuados después de que los enjambres sísmicos y las fumarolas activas indicaran que una erupción podría ser inminente, pero no se produjo ninguna erupción en ese momento. En mayo de 1992 se produjo otro enjambre sísmico. La primera erupción histórica del Anatahan tuvo lugar en mayo de 2003, cuando se produjo una gran erupción explosiva con un VEI de 4 que formó un nuevo cráter en el interior de la caldera oriental y provocó una columna de cenizas de 12 km de altura que dificultó el tráfico aéreo a Saipán y Guam.
La erupción más reciente se produjo en 2007 y duró hasta 2008.
Sarigan tiene forma aproximadamente triangular, con una longitud de 2,7 km, una anchura de 2,5 km y una superficie de 4,5 kilómetros cuadrados. La isla es la cima de un estratovolcán que se eleva a 494 m sobre el nivel del mar en su pico más alto. El volcán está coronado por una caldera de 750 metros de diámetro, con un cono de ceniza y dos domos de lava, que produjeron flujos de lava que alcanzaron la costa. No se han registrado erupciones en el período histórico, aunque en el verano de 2005 se produjo aquí un enjambre de terremotos volcano-tectónicos.
El 28 de mayo de 2010, un volcán submarino situado 11 km al sur entró en erupción con una breve nube de vapor y ceniza que se elevó brevemente hasta los 15.000 m y dejó un rastro de restos de piedra pómez en la superficie del agua. Tras la erupción, el gobierno de las Islas Marianas del Norte declaró Sarigan zona prohibida.

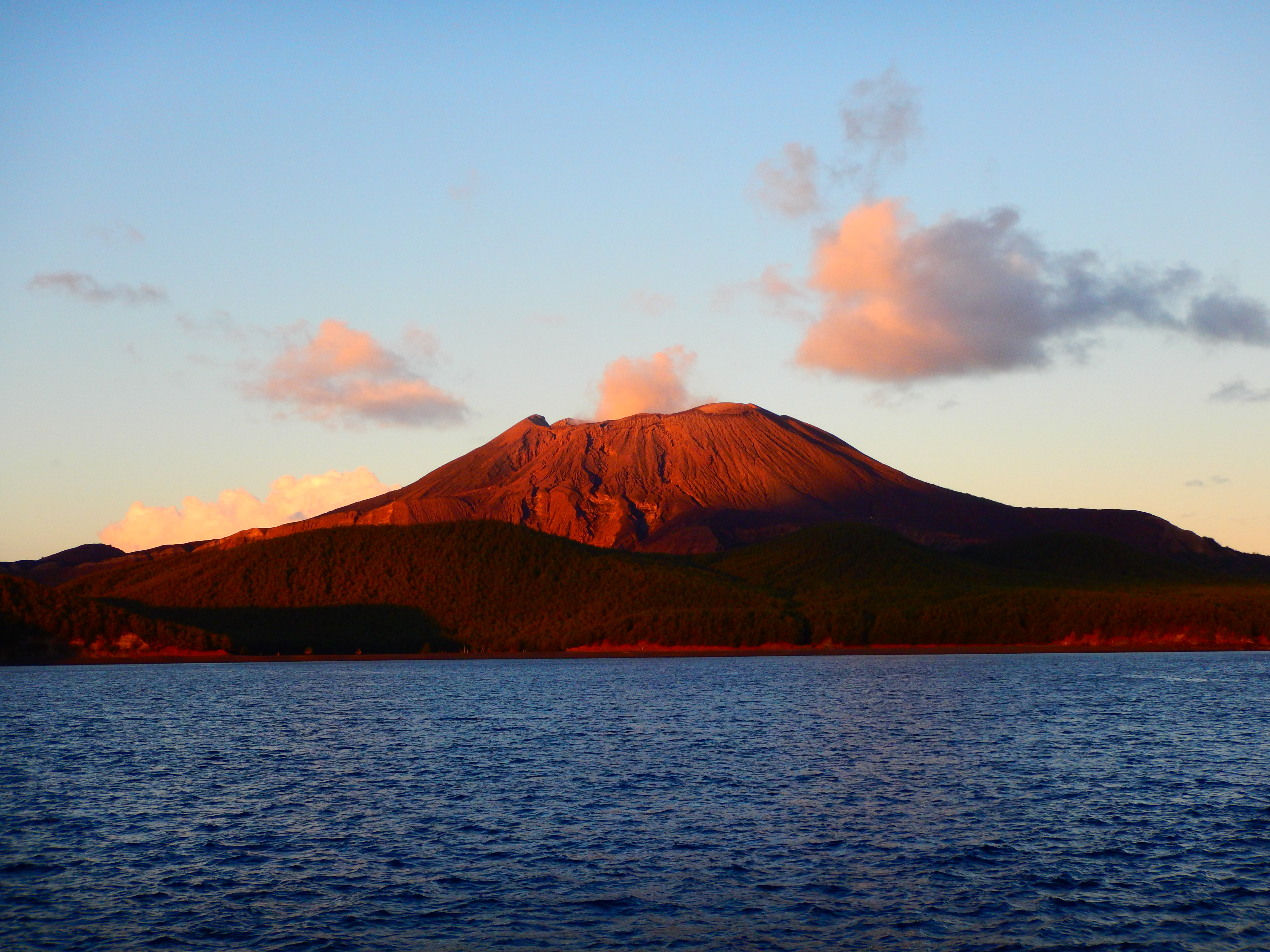
Vista de la Isla de Alamagan (Concepción)

El Banco Zealandia (originalmente las Piedras de Torres o Farallón de Torres) es la parte expuesta del pico de un volcán submarino erosionado. En 2004, un estudio de la NOAA descubrió fumarolas activas, incluida una posible actividad volcánica.
Guguan tiene forma aproximadamente circular, una longitud de 2,8 km, una anchura de 2,3 km y una superficie de 3,87 kilómetros cuadrados La isla está formada por dos estratovolcanes: el del sur tiene una altura de 287 m sobre el nivel del mar, y el del norte, de 263 m. La única erupción de la que se tiene constancia se produjo alrededor de 1883, en el pico norte, y produjo flujos piroclásticos y de lava que alcanzaron la costa. La costa está bordeada por escarpadas rocas basálticas con frontones de altas crestas que contienen profundas gargantas erosionadas por la lluvia.
Alamagán, llamada Concepción por los españoles, tiene una forma aproximadamente elíptica, con una longitud de 4,8 km, una anchura de 4 km y una superficie de 13 kilómetros cuadrados. Toda la isla es la cima de un estratovolcán que se eleva más de 4.000 metros desde el fondo del océano, hasta una altitud de 744 m sobre el nivel del mar en el pico Bandeera, en el extremo noroccidental. El volcán está coronado por una caldera de 700-900 metros de diámetro y unos 370 m de profundidad. Hay tres conos más pequeños al norte, noroeste y sur del cráter principal. El volcán no ha entrado en erupción en tiempos históricos, pero según la datación por radiocarbono, se produjeron erupciones en 540 d. C. y 870 d. C., con un posible error de datación de unos 100 años. Estas erupciones involucraron flujos piroclásticos y tuvieron un VEI de 4. Cualquier afirmación de erupciones históricas es inexacta, aunque se han producido erupciones inciertas en fecha tan tardía como 1887. Dentro del cráter principal y en las laderas occidentales hay una serie de fumarolas activas.

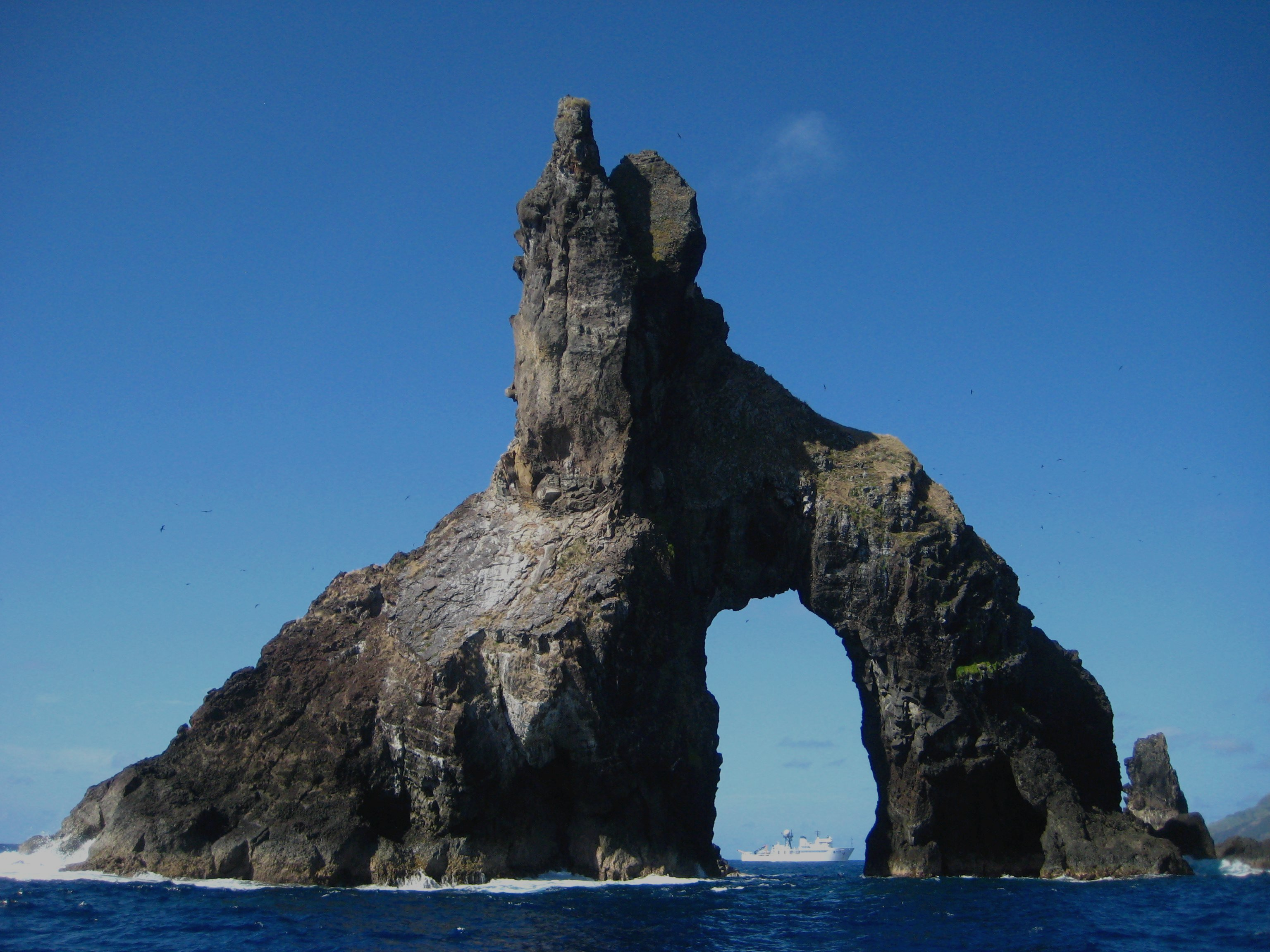
Arco natural en la Isla de Pagan

El 15 de mayo de 1981, el monte Pagan entró en erupción, con corrientes de lava que cubrieron gran parte de la tierra cultivable de la isla y parte de la pista del aeródromo; los habitantes de la isla fueron evacuados a Saipán. La erupción continuó hasta 1985, con otros pequeños brotes en 1987, 1988, 1992, 1993, 1996, 2006, 2009, 2010, 2012 y 2021. Las repetidas peticiones de los isleños para regresar han sido rechazadas por las autoridades estadounidenses debido a la continua amenaza que supone el volcán. La alcaldía de las Islas del Norte y ciudadanos preocupados por la situación están realizando esfuerzos para ayudar a los aproximadamente 300 residentes desplazados de las Islas del Norte que desean regresar y reasentarse en Anatahan, Alamagan, Pagan y Agrigan.
Pagan es una isla doble formada por dos estratovolcanes unidos por una estrecha franja de tierra de sólo 600 metros de anchura. El volcán meridional, 18,075°N 145,725°E, tiene 548 m de altura y una caldera de unos 4 km de diámetro, formada por cuatro cráteres unidos. Aunque varias fumarolas estaban activas en 1992, el volcán sur entró en erupción por última vez en 1864. El volcán norte, también conocido como Monte Pagán, 18,13°N 145,8°E, tiene una altura de 570 m (1.870 pies). El volcán se encuentra en el centro de una caldera con un diámetro aproximado de 6 km, y se han documentado erupciones en los años 1820, 1872-1873, 1925 y 1981-85.

## Economía
Las islas Marianas del Norte reciben beneficios de asistencia para el desarrollo provenientes del gobierno de los Estados Unidos. La economía tiene como principal fuente de ingreso al turismo, principalmente con turistas provenientes de Japón. La industria textil viene disminuyendo, así como el turismo viene descendiendo desde 2005. A finales de 2006 la llegada de turistas bajó un 15,23 % (unos 73 000 visitantes) en comparación a los once meses anteriores.

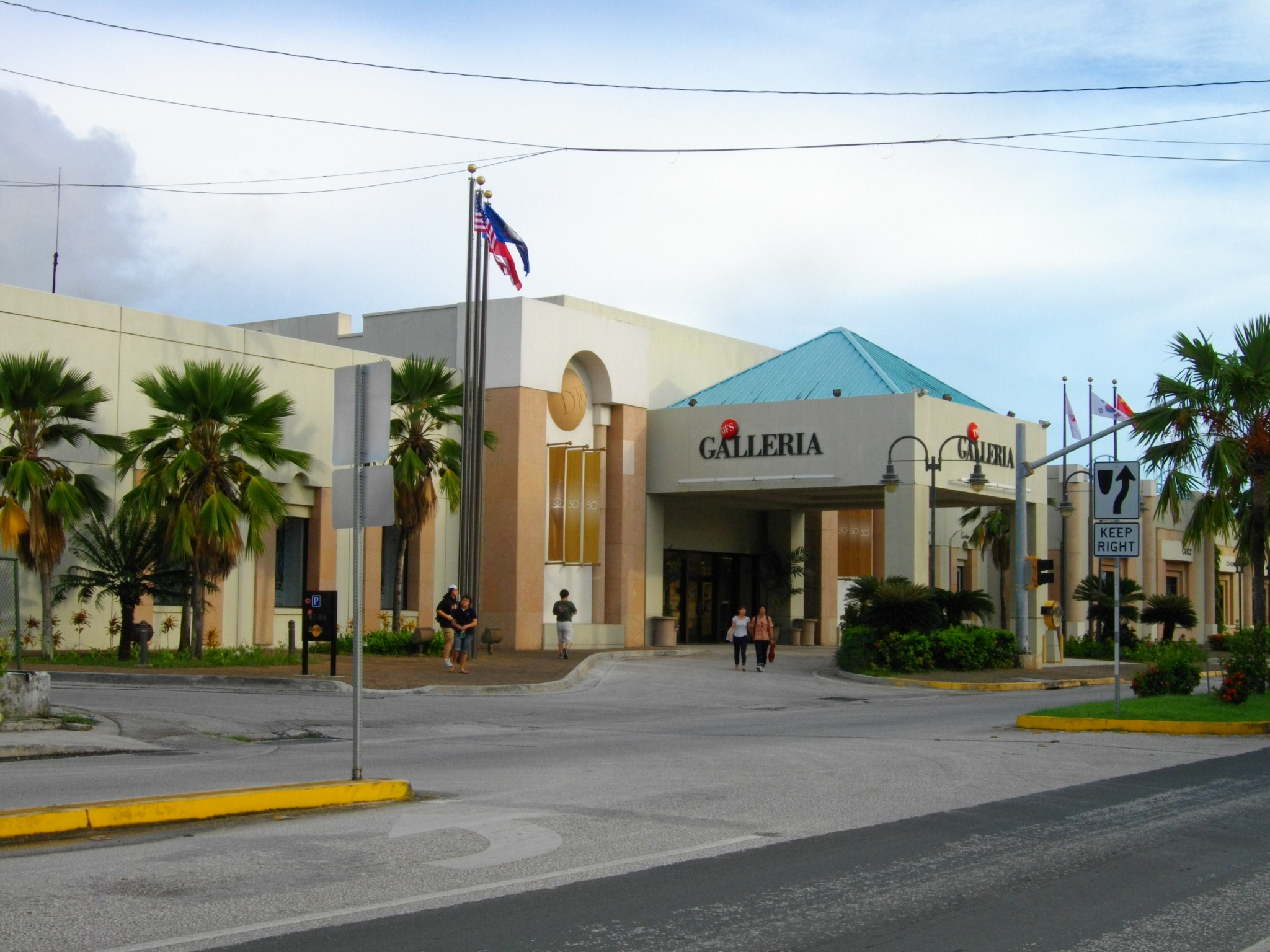
DFS Galleria, uno de los centros comerciales de Saipán

Las Islas Marianas del Norte han aprovechado con éxito su condición de zona de libre comercio con los EE. UU., al mismo tiempo que no está sujeto a la legislación del trabajo de estos. Esto significa que los salarios mínimos son más bajos que en los EE. UU. y que otras protecciones para los trabajadores son más débiles, por lo que tienen menores costos de producción. Además, un régimen diferente de la inmigración ha hecho que un gran número de inmigrantes chinos vengan para la industria textil de las islas.
Sin embargo, la imposición por las restricciones de la Organización Mundial del Comercio sobre las importaciones chinas en los EE. UU., ha hecho que se cierren algunas fábricas.
Una ley del presidente Bush firmada el 25 de mayo de 2007 hace que el salario mínimo vaya subiendo paulatinamente en las Islas Marianas, lo que le permitirá llegar al nivel de los Estados Unidos en 2015. El primer paso fue aumentarlo a 3.75 dólares, de ahí en adelante se incrementaría 0.50 $ por año. Desde el 30 de septiembre de 2010, el salario mínimo es de 5.05 dólares.
Por otro lado, por no tener las mismas leyes de los Estados Unidos se han dado muchas explotaciones, entre ellas están el trabajo infantil, la prostitución infantil y los abortos forzados.
La producción agrícola, principalmente de ganado, coco, árbol del pan, tomates y melones, tiene una importancia menor.

### Infraestructura

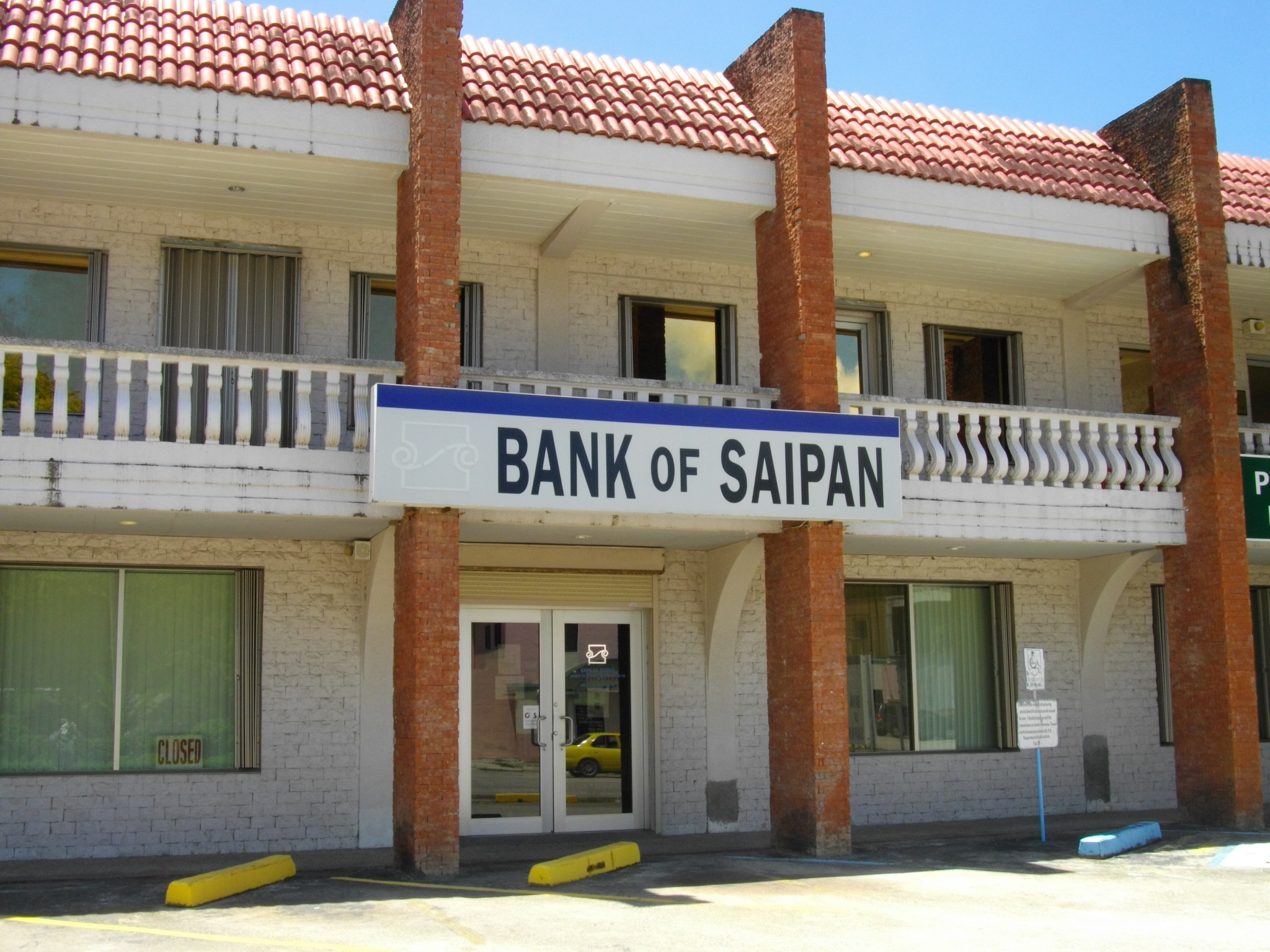
Banco de Saipán

Las islas tienen más de 350 km de autopistas, tres aeropuertos con pistas pavimentadas (uno de unos 3000 m de largo; dos de unos 2000 m), tres aeropuertos con pistas sin pavimentar y un helipuerto. El principal aeropuerto comercial es el Aeropuerto Internacional de Saipán.
El servicio de correo para las islas es proporcionado por el Servicio Postal de los Estados Unidos (USPS). Cada isla principal tiene su propio código postal en el rango de 96950-96952, y la abreviatura de dos letras del USPS para el CNMI es MP. Para el servicio telefónico, las islas están incluidas en el Plan de Numeración de América del Norte, usando el código de área 670.
El servicio de televisión es proporcionado por KPPI-LP, Canal 7, que transmite en forma simultánea la afiliada de ABC de Guam, KTGM, así como por WSZE, Canal 10, que transmite en forma simultánea la afiliada de NBC de Guam, KUAM-TV. Cerca de 10 estaciones de radio transmiten dentro de las islas.
En 2012 Michael Calabrese, Daniel Calarco y Colin Richardson, de Slate, declararon que los precios de Internet de la CNMI eran cinco veces superiores a los de Guam y que el precio por megabit aumentaba si un cliente elegía un paquete de Internet de mayor nivel debido al limitado ancho de banda.

### Controversias laborales

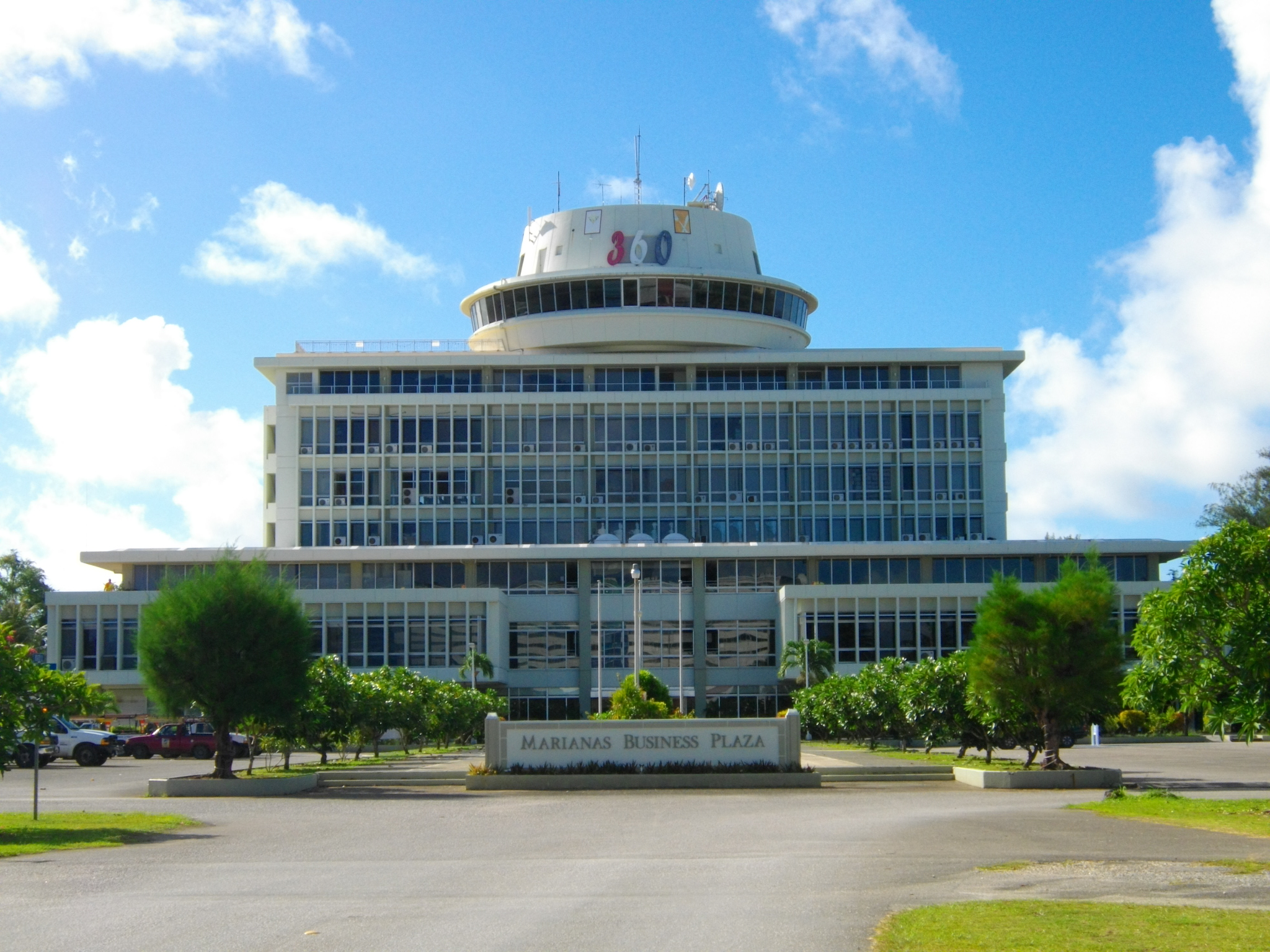
Marianas Business Plaza un edificio de Oficinas

Las Islas Marianas del Norte habían aprovechado con éxito su posición como zona de libre comercio con Estados Unidos, al tiempo que no estaban sujetas a las mismas leyes laborales. Por ejemplo, el salario mínimo de 3,05 dólares por hora en la mancomunidad, que duró de 1997 a 2007, era inferior al de Estados Unidos, y algunas otras protecciones de los trabajadores son más débiles, lo que se traduce en menores costes de producción. Eso permitía etiquetar las prendas como "Made in USA" (hecho en los Estados Unidos) sin tener que cumplir todas las leyes laborales estadounidenses. Sin embargo, la ley estadounidense sobre el salario mínimo, firmada por el presidente George W. Bush el 25 de mayo de 2007, dio lugar a aumentos escalonados del salario mínimo de las Marianas del Norte, lo que le permitió alcanzar el nivel estadounidense en 2015. El primer escalón (hasta 3,55 dólares) entró en vigor el 25 de julio de 2007, y a partir de entonces entrará en vigor un aumento anual de 0,50 dólares cada mes de mayo hasta que el salario mínimo de las islas se iguale al salario mínimo nacional. Sin embargo, una ley firmada por el Presidente Obama en diciembre de 2009 retrasó el aumento anual de mayo a septiembre. En 2018, el salario mínimo alcanzó finalmente los 7,25 dólares, igualando el salario mínimo federal estadounidense.
La exención de la isla de las leyes laborales estadounidenses había dado lugar a muchas supuestas explotaciones, incluidas las recientes denuncias de talleres clandestinos, trabajo infantil, prostitución infantil y abortos forzados.
Un sistema de inmigración mayoritariamente fuera del control federal estadounidense (que finalizó el 28 de noviembre de 2009) dio lugar a un gran número de trabajadores inmigrantes chinos (unos 15.000 durante los años de mayor actividad) empleados en el comercio de la confección de las islas. Sin embargo, el levantamiento de las restricciones impuestas por la Organización Mundial del Comercio a las importaciones chinas a EE. UU. en 2005 ha sometido al comercio basado en la mancomunidad a una fuerte presión, lo que ha provocado el cierre de varias fábricas recientemente. Sumado a los aumentos salariales programados impuestos por Estados Unidos, la industria de la confección se extinguió en 2009.

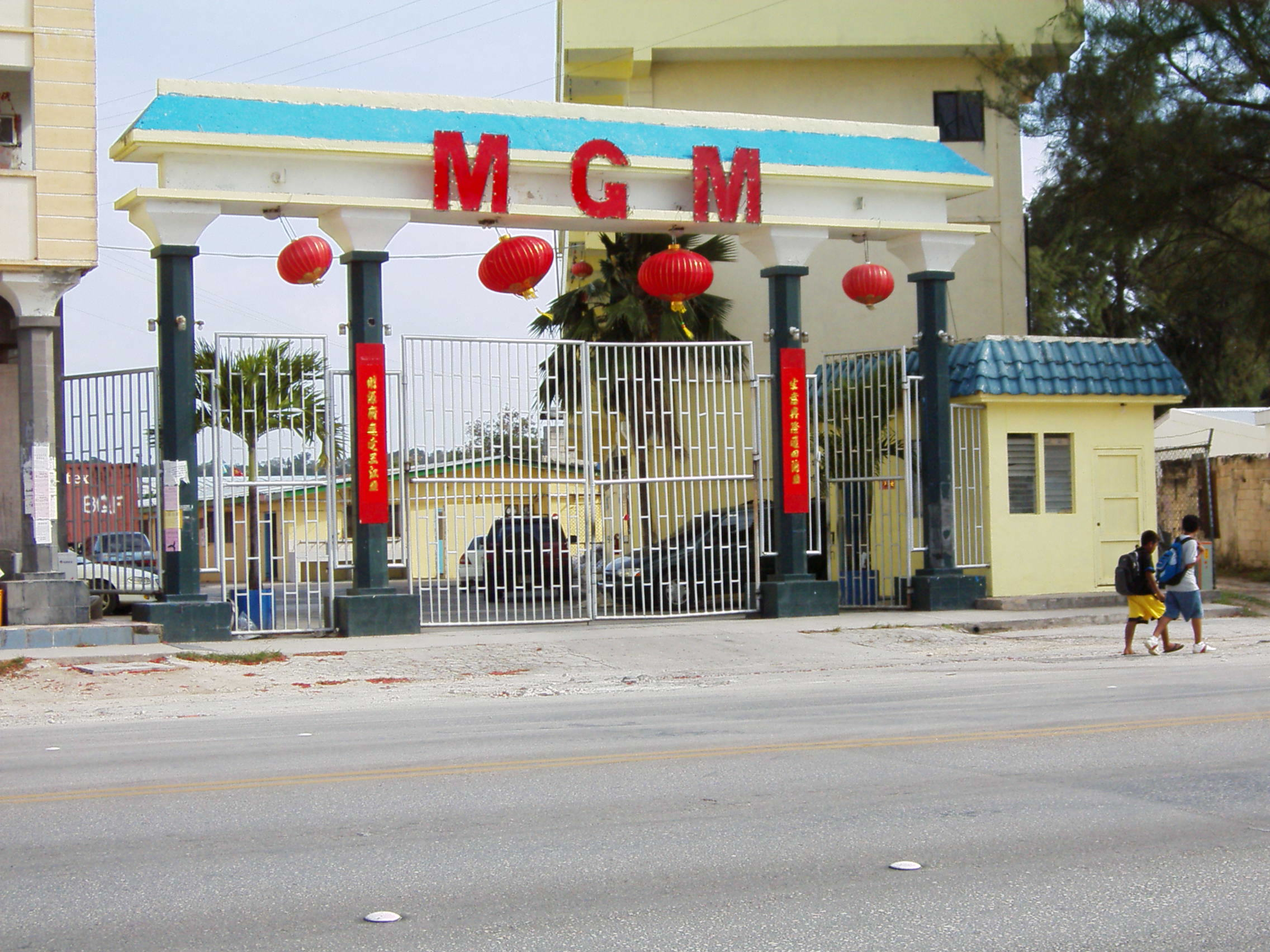
Entrada a un Fabrica de Ropa con caracteres en chino en Saipán

### Industria textil
La producción de prendas de vestir fue una industria que empleaba a 12.000 trabajadores, en su mayoría chinos, y realizaba envíos a Estados Unidos por valor de 1.000 millones de dólares en 1998, con exenciones de aranceles y cuotas. Esta producción fue muy controvertida porque los artículos producidos en las Marianas del Norte pueden llevar la etiqueta "Made in the U.S.A.", aunque no todas las leyes laborales estadounidenses se aplican a la mancomunidad, lo que da lugar a lo que los críticos tachan de "condiciones de explotación" para los trabajadores importados, en su mayoría asiáticos. Entre otras empresas, la tienda de ropa para adolescentes Abercrombie & Fitch ha producido parte de su ropa en las Marianas del Norte y la ha vendido a precios elevados.
Sin embargo, la industria de la confección está cambiando, y muchas de las fábricas de ropa están cerrando debido al levantamiento de las restricciones comerciales de la OMC a las importaciones chinas. La industria se estableció inicialmente en la Commonwealth porque algunas leyes laborales y de inmigración estadounidenses no se aplican en las islas; por ejemplo, el salario mínimo local, de 6,05 dólares por hora (para la mayoría de los puestos de trabajo), es inferior al federal, que se aplica en la mayoría de las demás zonas de Estados Unidos. Además, las islas mantiene el control local sobre las aduanas y la aplicación de las leyes de inmigración, a diferencia de Guam.
A finales de la década de 1990, varias grandes empresas textiles estadounidenses, como Calvin Klein, Tommy Hilfiger y Sears, fueron criticadas por haber fabricado ropa en condiciones de explotación en Saipán. En marzo de 2000, varios demandados llegaron a un acuerdo en una demanda colectiva presentada por trabajadores de la confección de Saipán, que habían alegado malos tratos. Como parte del acuerdo, que no implicaba la admisión de infracciones, Tommy Hilfiger y otras empresas aceptaron la supervisión independiente de su fabricación en Saipán, una condición rechazada por otros demandados como Lane Bryant y J.C. Penney.

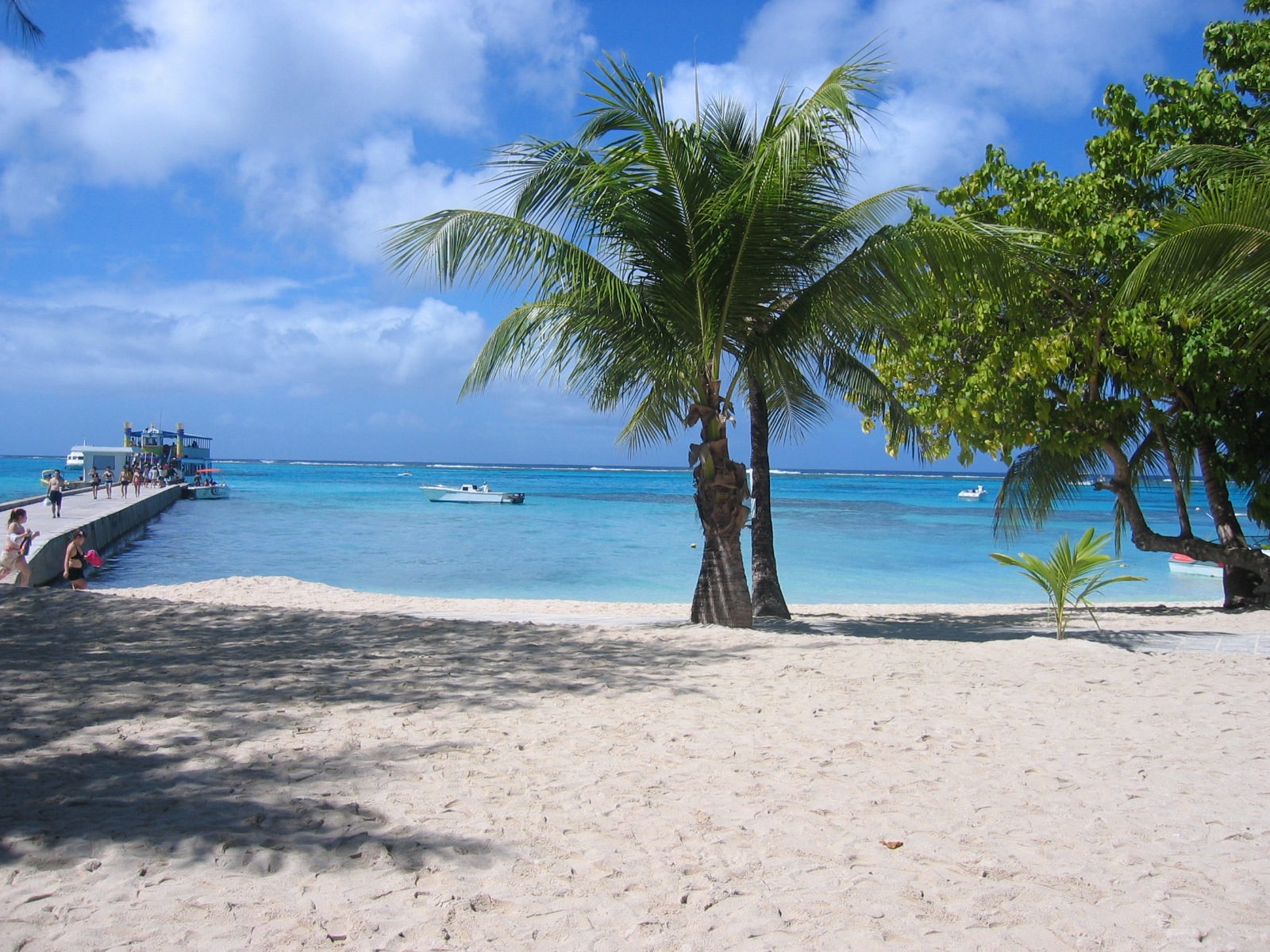
Turistas llegando a la Isla de Mañagaha, Islas Marianas del Norte

En 2004 -y en respuesta a una larga y costosa demanda colectiva interpuesta por trabajadores de la confección contra varios fabricantes de ropa- se creó una Junta de Supervisión de la Confección, destinada a proteger los derechos de los trabajadores. Estas acciones han dado lugar, al parecer, a una mejora de las condiciones desde el comienzo del siglo XXI.

### Turismo
Mientras Saipán, la mayor isla vecina del norte, puede parecer bastante animada, Tinian se ha mantenido como una isla tranquila. Tinian está desarrollada para el turismo en el sentido de que hay hoteles de nivel internacional. Sin embargo, como no hay medios de transporte público como autobuses o trenes (excepto autobuses escolares), los turistas dependen del servicio que prestan los hoteles. Van desde el servicio de chófer, en el hotel más grande "Dynasty", hasta "sin servicio" en los hoteles más pequeños. Por eso no es de extrañar que Tinian sólo pueda explorarse en auto (de alquiler), a pie o en moto acuática. En Tinian hay dos gasolineras, alquiler de vehículos y el ya mencionado casino (integrado en el hotel "Dynasty"), que se encuentra cerca de la playa de Taga junto con algunas tiendas y restaurantes. El centro turístico, sin embargo, es San José, situado un poco al norte de la playa de Taga, con algunos hoteles más pequeños, restaurantes y bares. Las atracciones naturales de la isla, aparte de las playas, son el "Blowhole", en el noreste de la isla, y el monte Lasso, de 171 metros de altura.

## Transporte

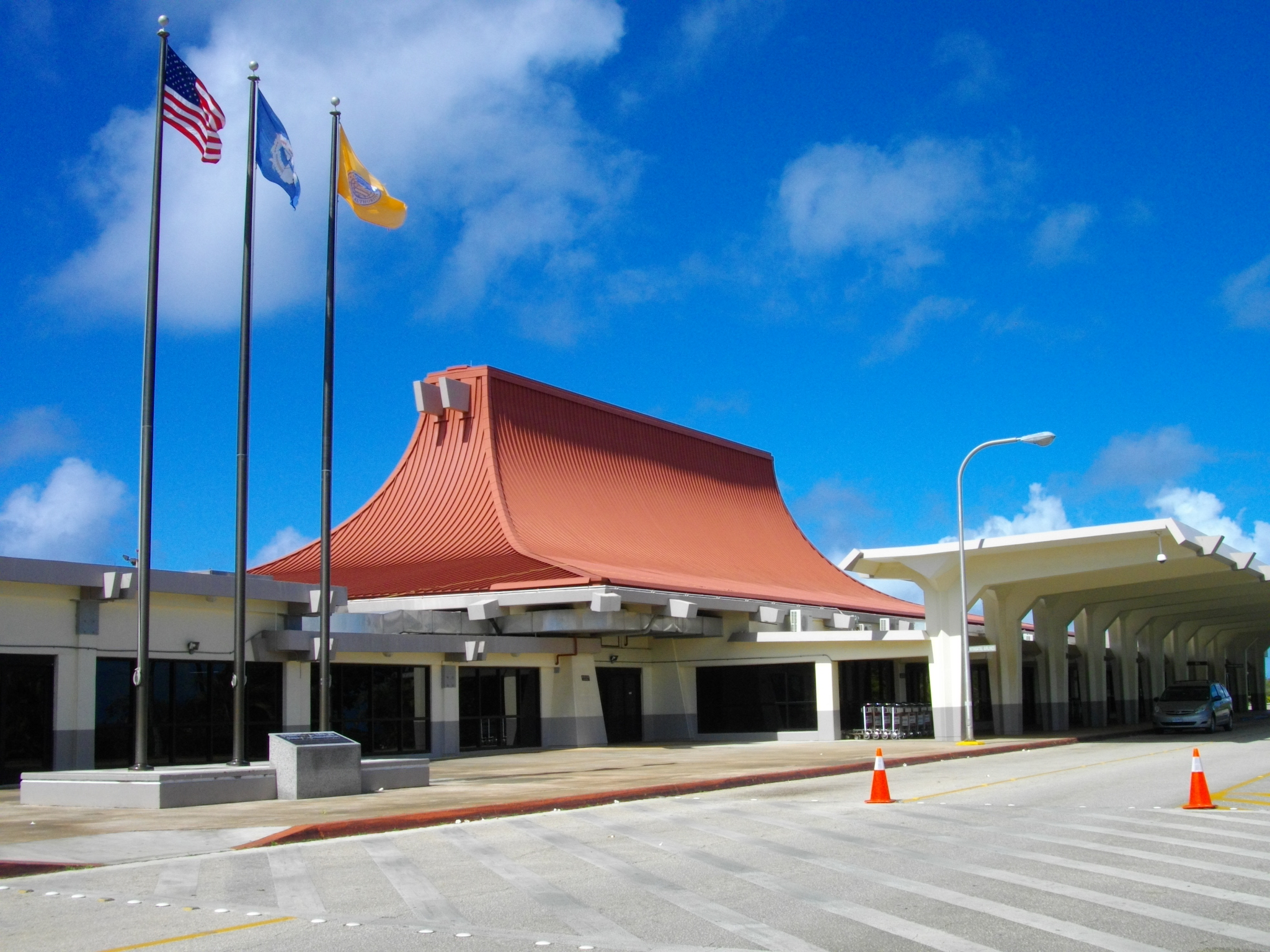
Aeropuerto Internacional de Saipán.

Saipán no dispone de servicios públicos de transporte, a excepción del taxi. Estos cuentan con taxímetro. Las islas están comunicadas entre sí por vía marítima.
Probablemente la mejor forma de desplazarse es el alquilar un vehículo. Encontrará oficinas de las principales empresas de alquiler.

### Aeropuerto de Saipán
El aeropuerto de Saipán se encuentra a 12 kilómetros de Garapán. Se puede llegar a las Marianas desde Japón, Corea del Sur, Filipinas, Hong Kong, o desde los destinos que cubre la línea aérea Pacific Island Aviation.
Además hay otros dos aeropuertos en Tinián y Rota, el primero tiene una pista pavimentada de 2000 metros y el segundo no es pavimentado.

## Demografía

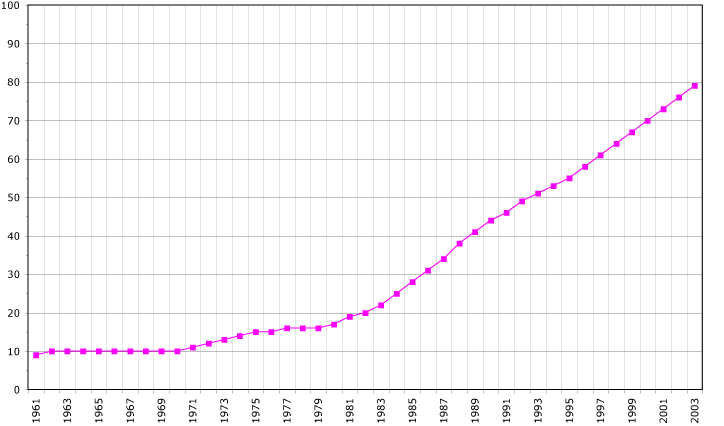
Evolución de la población de las Islas Marianas del Norte en miles de habitantes (1960-2005).

Según datos del censo de 2010, la población de las islas Marianas del Norte es de 52 883 habitantes, que frente a los 69 221 habitantes del censo de 2000 tuvo una disminución del 22.2 %. La disminución se debe a muchos factores, uno de ellos es la desaparición de la industria textil (cuya gran mayoría de empleados eran mujeres procedentes de China), otros factores son la crisis económica y la disminución del turismo, una de las fuentes primarias de ingreso.
De acuerdo con el CIA World Factbook del año 2006, las Islas Marianas del Norte tienen el menor índice de masculinidad –la cantidad de hombres por cada mujer– que se conozca, siendo de 0,77 hombres por cada mujer, y de 0,7 en el rango de edad de los 15 a los 65 años.
| Isla                     | Área (km²) | Población 2020 | Altura máxima m | Pico más alto  | Archipiélago |
| ------------------------ | ---------- | -------------- | --------------- | -------------- | ------------ |
| Farallón de Pájaros      | 2,55       | 0              | 319             |                |              |
| Arrecife de Supply       | 0,00       | −              | −8              |                |              |
| Islas Maug               | 2,13       |                | 227             | Isla Norte     |              |
| Isla Asunción            | 7,31       |                | 891             |                |              |
| Agrihan                  | 43,51      | 4              | 965             | Monte Agrihan  |              |
| Pagán                    | 47,24      | 2              | 579             | Monte Pagán,   |              |
| Alamagan                 | 11,11      | 1              | 744             | Alamagan       |              |
| Guguan                   | 3,87       | 0              | 301             |                |              |
| Piedras de Torres        | 0          | 0              | 0               |                |              |
| Sarigan                  | 4,97       | 0              | 549             |                |              |
| Anatahan                 | 31,21      | 0              | 787             |                |              |
| Farallón de Medinilla    | 0,85       | 0              | 81              |                |              |
| Saipán                   | 115,38     | 43385          | 474             | Monte Tapochau |              |
| Tinián                   | 101,01     | 2044           | 170             | Kastiyu        |              |
| Aguiján                  | 7,10       | 0              | 157             | Alutom         |              |
| Rota                     | 85,39      | 1893           | 491             | Monte Manira   |              |
| Islas Marianas del Norte | 463,63     | 47329          | 965             | Monte Agrihan  |              |

### Etnografía
Según el censo del año 2000, y siguiendo la clasificación estadounidense, la población se compone de
- asiáticos: 56,3 %
- isleños del Pacífico: 36,3 %
- caucásicos: 1,8 %
- mestizos: 4,8 %
- otros: 0,8 %

### Idiomas

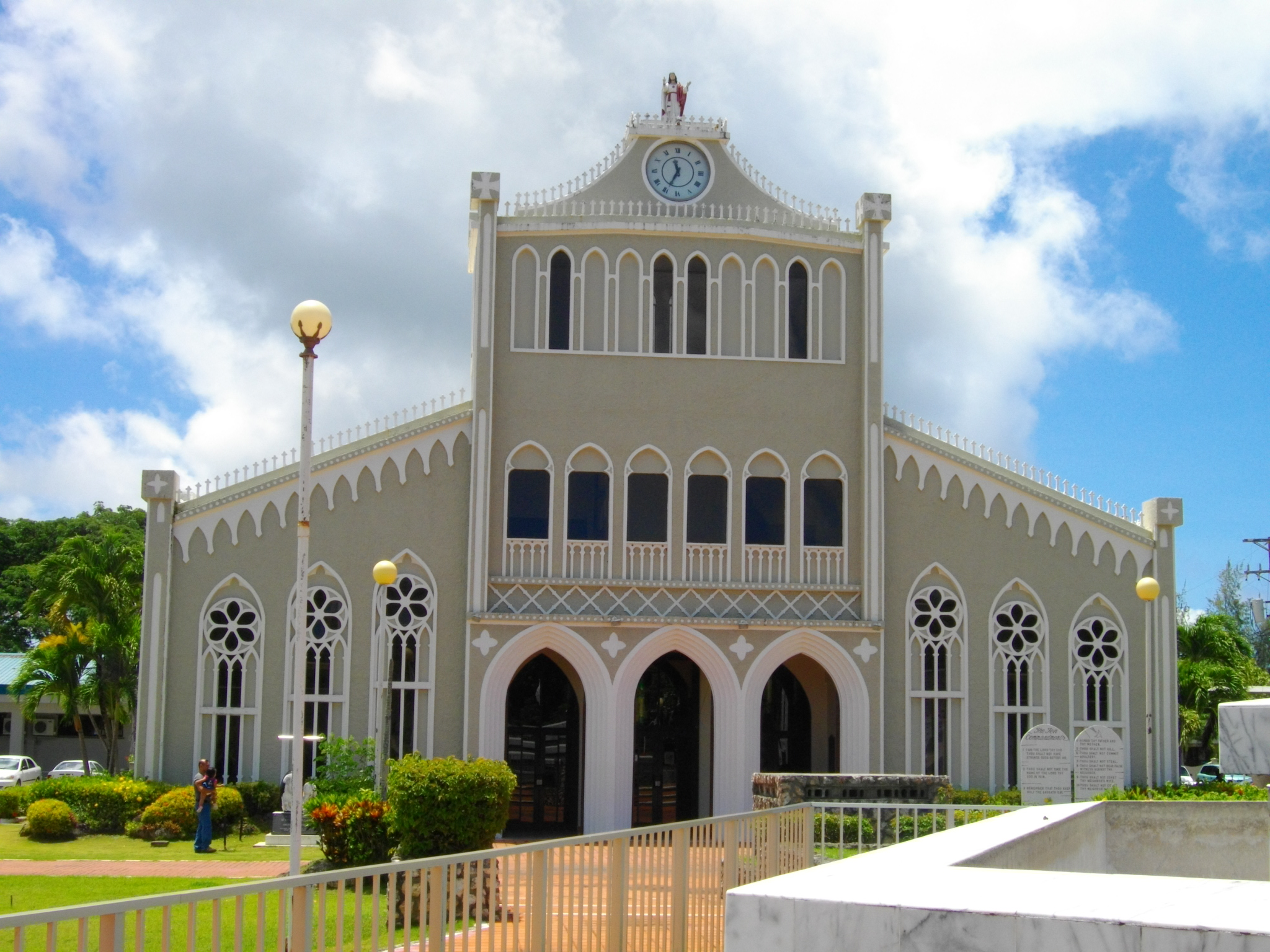
Catedral de Nuestra Señora del Carmen, Saipán, Islas Marianas del Norte

El idioma inglés es hablado por el 10,8 % de la población que es además el idioma del gobierno, de la educación y de los medios de comunicación y sirve como lengua franca y que fue traído a las islas por los estadounidenses, mientras que las lenguas del grupo filipino son habladas por el 24,4 %, el chino por el 23,4 %, el chamorro por el 22,4 %, otras lenguas del Pacífico por el 9,5 % y otros por el 9,6 % (censo 2000).

### Religión
La gran mayoría de la población de las islas Marianas del Norte profesa la religión cristiana en su forma católica, esto es un legado de la colonización española pero también producto del contacto con la vecina Filipinas. Saipán está organizada en diez parroquias: Mount Carmel Cathedral, Santa Soledad, Saint Jude Thaddeus, Santa Remedios, San Antonio, San José, Kristo Rai, San Roque, San Vicente y Korean Catholic Church. Tinian en una: San José y Rota en dos: San Isidro y San Francisco de Borja.
Posteriormente llegaron misioneros protestantes de Estados Unidos y Budistas de diversas partes de Asia. Las religiones tradicionales locales desaparecieron casi en su totalidad tras la llegada de los españoles.
Muchas personas en las Islas Marianas del Norte o son católicas o conservan aún algunas creencias tradicionales. De acuerdo con el Centro de Investigación Pew, para 2010 las denominaciones religiosas se distribuyen de la siguiente forma:

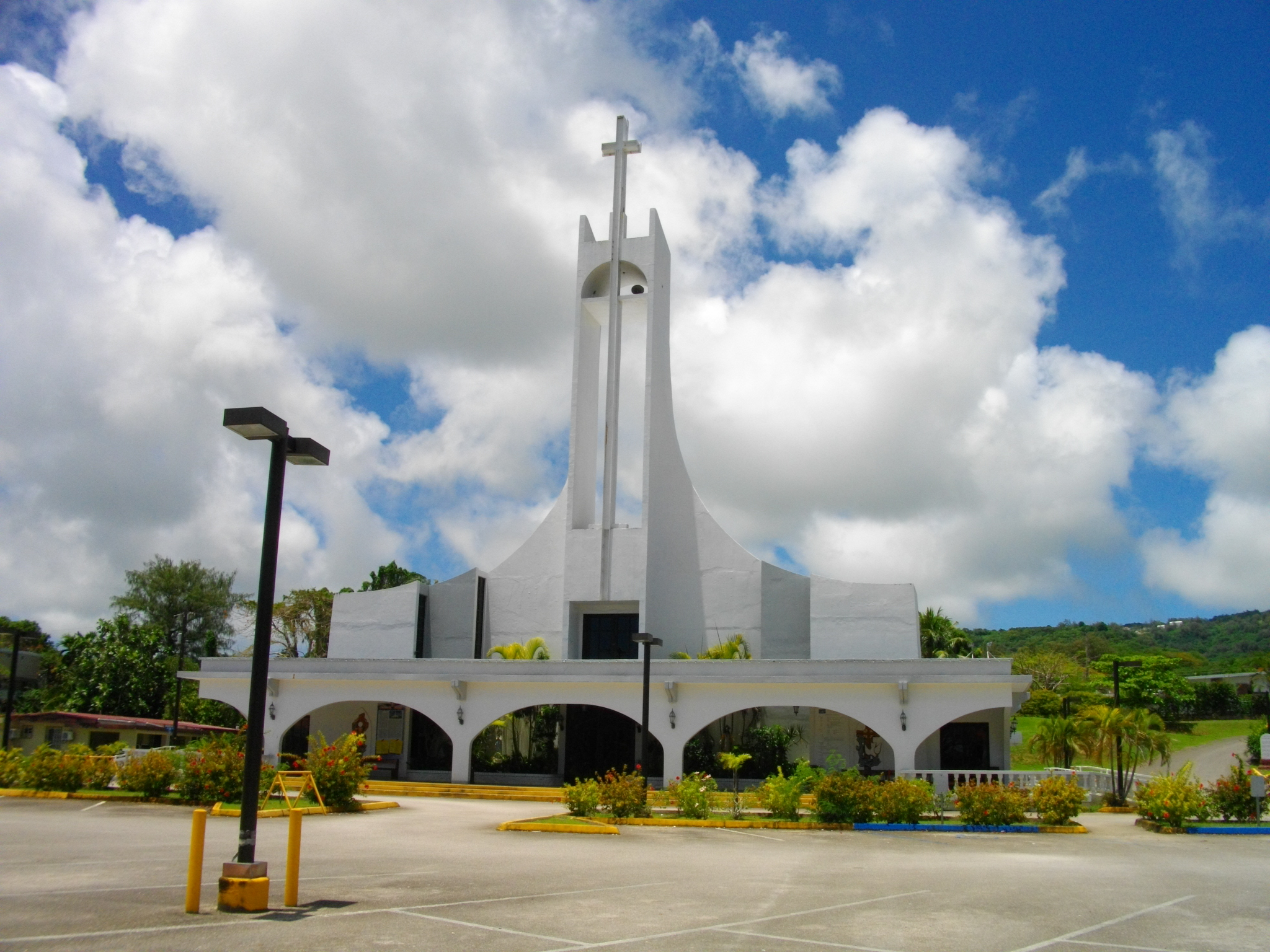
Iglesia de Cristo Rey en Garapán

- Iglesia católica, 64.1 %
- Grupos protestantes, 16 %
- Budistas, 10,6 %
- Iglesia de Cristo Rey en GarapánReligiones populares, 5.3 %
- Otros cristianos, 1.2 %
- Otras religiones, 1.1 %
- No afiliados, 1.0 %
- Ortodoxos orientales, < 1 %
- Hindúes, < 1 %
- Musulmanes, < 1 %
- Judíos, < 1 %

## Cultura
Gran parte de la cultura chamorra en las Islas Marianas fue fuertemente influenciada por los españoles durante la era colonial, así como por los alemanes y los japoneses. El respeto es una parte importante de la cultura chamorra, y una muestra común es la tradición del "manngingi'". Esta tradición ha existido durante siglos e involucra a un anciano y a un joven chamorros. El niño toma la mano del anciano, la coloca en su nariz y dice ñot a los hombres y ñora a las mujeres, con los ancianos respondiendo «Diosti ayudi», que significa "Dios te ayude".

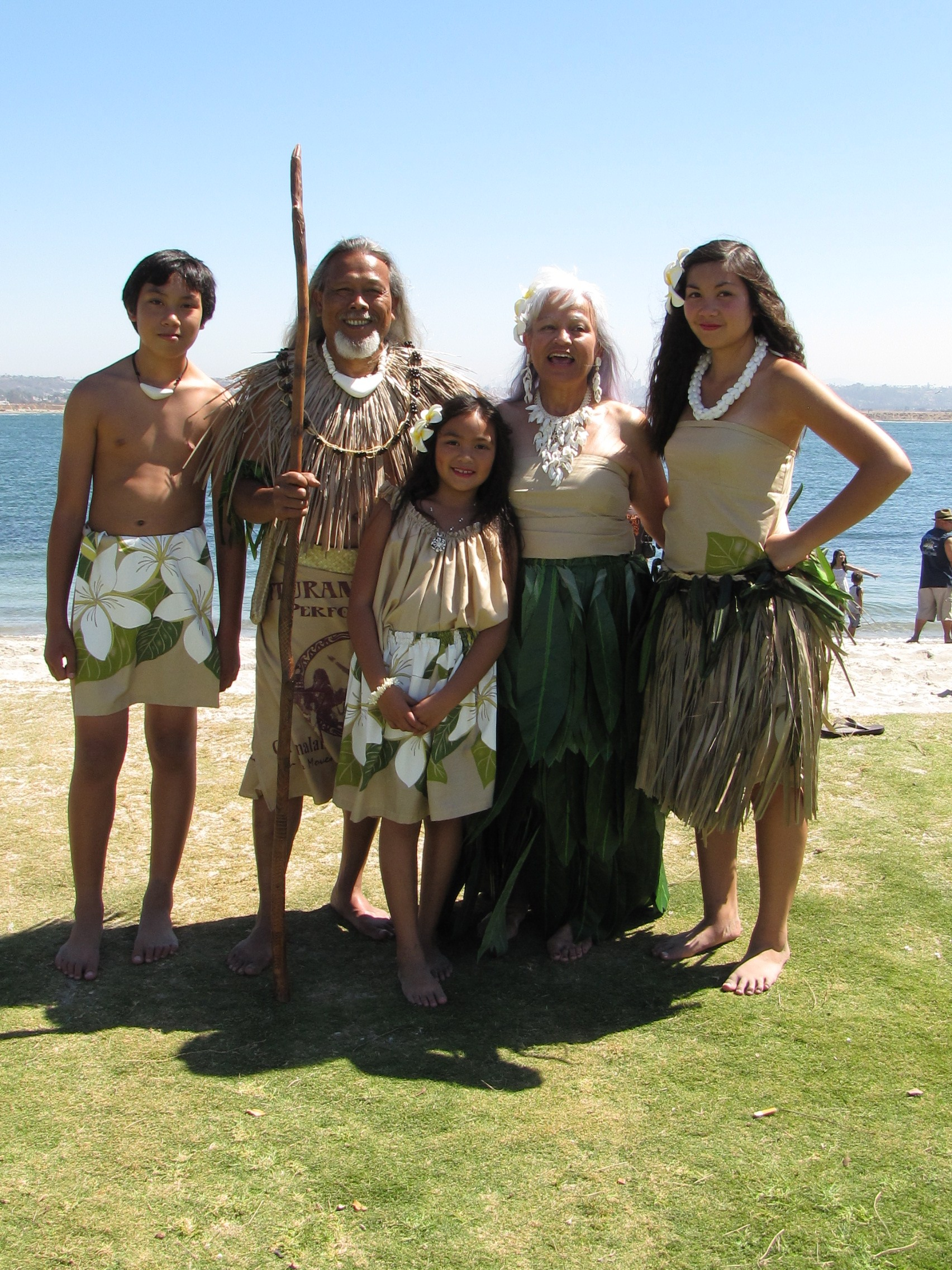
Personas del Pueblo Chamorro

La cultura carolina es muy similar a la cultura chamorra, siendo el respeto muy importante. La cultura carolina se remonta a Yap y Chuuk, donde se originaron los Carolinos.

### Cocina
Gran parte de la cocina chamorra está influenciada por varios pueblos extranjeros. Entre los ejemplos de comidas populares de origen extranjero se encuentran varios tipos de empanada dulce o salada, originalmente introducida desde España, y el pancit, un plato de fideos de Filipinas.
Las pruebas arqueológicas revelan que el arroz se ha cultivado en las Marianas desde tiempos prehistóricos. El arroz rojo hecho con achoti es un alimento básico distinto que distingue fuertemente la cocina chamorra de la de otras islas del Pacífico. Se suele servir para eventos especiales, como fiestas (gupot o "fiestas"), novenas y graduaciones de la escuela secundaria o la universidad. Frutas como el lemmai (fruta del pan), mangga (mangos), niyok (cocos) y bilimbinas (bilimbi, una fruta relacionada con la fruta estrella) se incluyen en varias recetas locales. La cocina coreana, china, japonesa y estadounidense también son comunes.
Las especialidades locales incluyen el kelaguen, un plato en el que la carne se cocina entera o en parte por la acción del ácido cítrico en lugar de por el calor; el tinaktak, un plato de carne hecho con leche de coco; y el kå'du fanihi (sopa de zorro volador/fruta de murciélago). Los murciélagos frugívoros han escaseado en los tiempos modernos en varias islas, principalmente debido a la sobreexplotación de la especie y a la pérdida de hábitat; la caza de estos murciélagos es ahora ilegal, aunque todavía se practica la caza furtiva.
Las Marianas y las islas de Hawái son los principales consumidores del mundo, per cápita, de la carne enlatada Spam, con Guam en primer lugar, y Hawái en segundo lugar (los detalles relativos al resto de las Marianas suelen estar ausentes de las estadísticas).
La carne enlatada Spam fue introducida en las islas por los militares estadounidenses como raciones de guerra durante la época de la Segunda Guerra Mundial.

### En la Literatura y los Medios
Saipán fue una parte importante de la trama de la novela de Tom Clancy Deuda de Honor.
La película Hell to Eternity (Infierno a eternidad), de 1960, narra la historia real del papel desempeñado por el soldado Guy Gabaldon para convencer a 800 soldados japoneses de que se rindieran durante la batalla de Saipán en la Segunda Guerra Mundial. La clave del éxito de Gabaldon fue su capacidad para hablar japonés con fluidez debido a que fue criado en la década de 1930 por una familia de acogida japonesa-estadounidense.
Gran parte de la acción de la película de 2002 Windtalkers transcurre durante la invasión de Saipán en la Segunda Guerra Mundial.
En 2011, una película japonesa sobre el capitán Sakae Ōba tuvo lugar en Saipán. Titulada Oba: El último samurái, giraba en torno a Oba resistiendo en Saipán hasta el 1 de diciembre de 1945.
Una parte importante de la novela Amrita, de la autora japonés Banana Yoshimoto, transcurre en Saipán, con referencias regulares al paisaje y la espiritualidad de la isla.
Saipán es el escenario de la novela de P. F. Kluge The Master Blaster. Esta novela está estructurada como narraciones en primera persona de cinco personajes, cuatro de los cuales llegan en el mismo vuelo, y el desarrollo de sus experiencias en las Islas Marianas. El libro entreteje un misterioso relato de ficción histórica con referencias al pasado multiétnico de Saipán, desde la colonización japonesa hasta la victoria estadounidense en la Segunda Guerra Mundial y la evolución de la isla tras la Guerra Fría. El Maestro Blaster es el crítico anónimo de cosecha propia que bloguea sobre la corrupción y la explotación por parte de promotores, políticos y funcionarios del gobierno.
Saipán es conocida en el mundo del fútbol por ser la sede de la concentración de la selección nacional de fútbol de la República de Irlanda previa a la Copa Mundial de la FIFA 2002, en la que se produjo una acalorada discusión entre el entonces capitán, Roy Keane, y el entonces seleccionador, Mick McCarthy, que acabó provocando el despido y la salida de Keane de la selección. Este incidente ha pasado a conocerse coloquialmente como "el incidente de Saipán" o "la saga de Saipán".
En 2016, se estrenó en Netflix una película de terror dirigida por Hiroshi Katagiri titulada Gehenna: Donde vive la muerte, en la que unos promotores inmobiliarios estadounidenses se encuentran con una entidad sobrenatural en un búnker oculto de la Segunda Guerra Mundial mientras buscan un terreno para construir su complejo turístico.

### Días festivos de las Islas Marianas del Norte
Los días festivos oficiales son:
| Día                                                       | Festividad                                               |
| --------------------------------------------------------- | -------------------------------------------------------- |
| 1 de enero                                                | Año Nuevo                                                |
| 9 de enero                                                | Día de la Commonwealth.                                  |
| El tercer lunes de febrero                                | Día del Presidente                                       |
| 24 de marzo                                               | Día Covenant.                                            |
| Las fiestas de                                            | Semana Santa                                             |
| El último lunes de mayo                                   | Día del Recuerdo                                         |
| 4 de julio                                                | Día de la Independencia de los Estados Unidos de América |
| primer lunes de septiembre                                | Día del Trabajo                                          |
| segundo lunes de octubre                                  | Día de Cristóbal Colón                                   |
| 4 de noviembre                                            | Día del Ciudadano                                        |
| 11 de noviembre                                           | Día de los Veteranos de Guerra                           |
| últimos jueves de noviembre                               | Día de Acción de Gracias                                 |
| 8 de diciembre                                            | Día de la Constitución                                   |
| 25 de diciembre                                           | Día de Navidad                                           |
| 31 de diciembre                                           | Fin de Año                                               |
| Referencias: Holidays in Northern Mariana Islands in 2017 |                                                          |

## Deporte

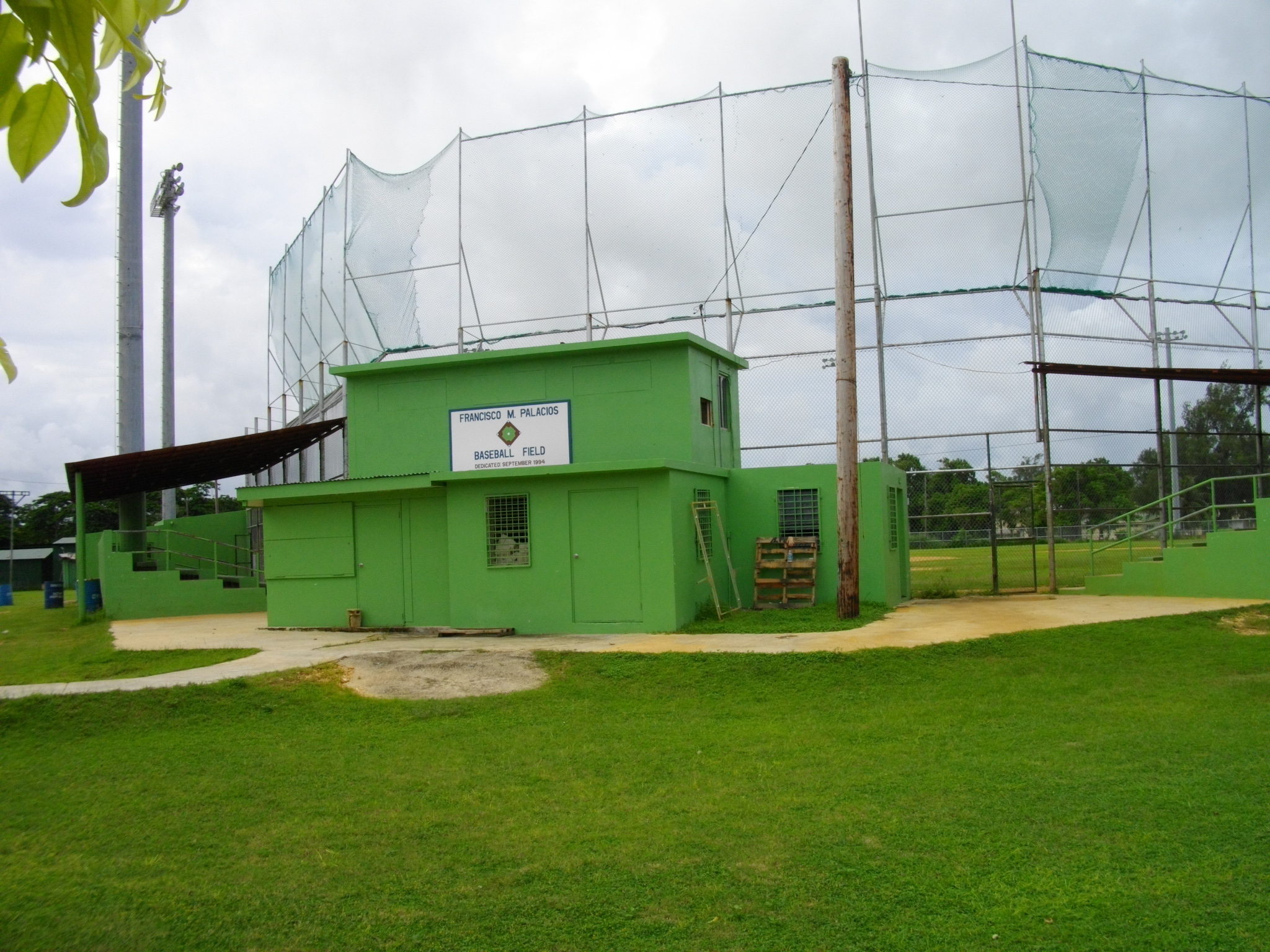
Campo de Béisbol Francisco M. Palacios

A diferencia de Puerto Rico, el otro estado libre asociado a Estados Unidos, Islas Marianas del Norte nunca ha participado en los Juegos Olímpicos. Los deportes de equipo populares en los Estados Unidos fueron introducidos en las Islas Marianas del Norte por soldados estadounidenses durante la Segunda Guerra Mundial. El béisbol es el deporte más popular de las islas. Los equipos de las islas han hecho apariciones en la Serie Mundial de Pequeñas Ligas (en las divisiones Pequeña, Junior, Senior y Grandes Ligas), así como han ganado medallas de oro en los Juegos Micronesios y los Juegos del Pacífico Sur.
El baloncesto y las artes marciales mixtas también son populares en las islas, que fueron anfitrionas del Torneo de Baloncesto de Oceanía 2009. Trench Wars es la marca de artes marciales mixtas de las islas. Los luchadores del territorio han competido en el Pacific Xtreme Combat, así como en el UFC.
La selección de fútbol es el equipo representativo de las islas en dicho deporte. Es un miembro pleno de la AFC y se encuentra en proceso para ingresar a la FIFA. Es una de las selecciones más débiles del continente y del mundo, puesto que nunca ha participado en un torneo importante y en la mayoría de sus encuentros sufre estrepitosas goleadas en contra. Dentro de las islas existe el Campeonato de fútbol de las Islas Marianas del Norte; se disputa desde 2006 y el club más ganador es el Tan Holdings FC con 6 títulos.
Otros deportes en la región incluyen el Ultimate Frisbee, el voleibol, el tenis, la navegación con balancines, el softbol, el voleibol de playa, el rugby, el golf, el boxeo, el kickboxing, el taekwondo, el atletismo, la natación, el triatlón y el fútbol americano.
- Selección de fútbol de las Islas Marianas del Norte
- Northern Mariana Championship